# Universiteit van Oxford
De Universiteit van Oxford is een universiteit in de Engelse stad Oxford en behoort met die van Cambridge tot de twee beroemdste en oudste universiteiten van het Verenigd Koninkrijk. De twee universiteiten samen worden aangeduid met Oxbridge. De Times Higher Education World University Rankings 2021 plaatste de Universiteit van Oxford als de beste universiteit ter wereld voor de vijfde keer op rij. De universiteit, gesticht in de 11e eeuw, is na de Universiteit van Bologna de oudste ter wereld en heeft een indrukwekkende lijst van oud-studenten.
De toegangseisen voor een topuniversiteit als Oxford zijn erg streng; uit vele kandidaten worden slechts de besten aangenomen. Dit weerspiegelt zich in de kwaliteit van het onderwijs en het onderzoek en in de constante rangschikking van Oxford binnen de top 5 van beste universiteiten ter wereld. Er hebben 72 Nobelprijswinnaars, 12 winnaars (20%) van de Booker Prize, 6 winnaars van de A.M. Turing Award en 4 winnaars van de Fieldsmedaille gestudeerd of gewerkt aan de universiteit. Daarnaast hebben 31 premiers van het Verenigd Koninkrijk en meer dan 50 andere presidenten en premiers hier gestudeerd. Verder zijn er talloze wereldberoemde wetenschappers, academici, auteurs, filosofen, ondernemers, geestelijken, rechters, kunstenaars, sporters en acteurs gaan studeren in Oxford. Ook veel edelen en leden van vorstelijke families studeerden in Oxford. Het grootste deel van de Britse topambtenaren, diplomaten, ministers en staatssecretarissen komt nog steeds van 'Oxbridge'. Zo zitten er circa 100 'Oxonians' in het Lagerhuis (House of Commons) en meer dan 140 in het Hogerhuis (House of Lords). Daarnaast hebben alumni van Oxford in totaal 160 olympische medailles gewonnen.
De universiteit huist onder andere de grootste universiteitsuitgeverij ter wereld (waar de Oxford English Dictionary wordt uitgegeven), het oudste universiteitsmuseum ter wereld, de oudste botanische tuin in het Verenigd Koninkrijk en de Rhodesbeurs, een prestigieuze internationale studiebeurs. Het academische bibliothekensysteem, met meer dan 100 bibliotheken de grootste van het land, bevat onder meer de Bodleian Library, een van de oudste bibliotheken ter wereld en de op een na grootste in het Verenigd Koninkrijk.

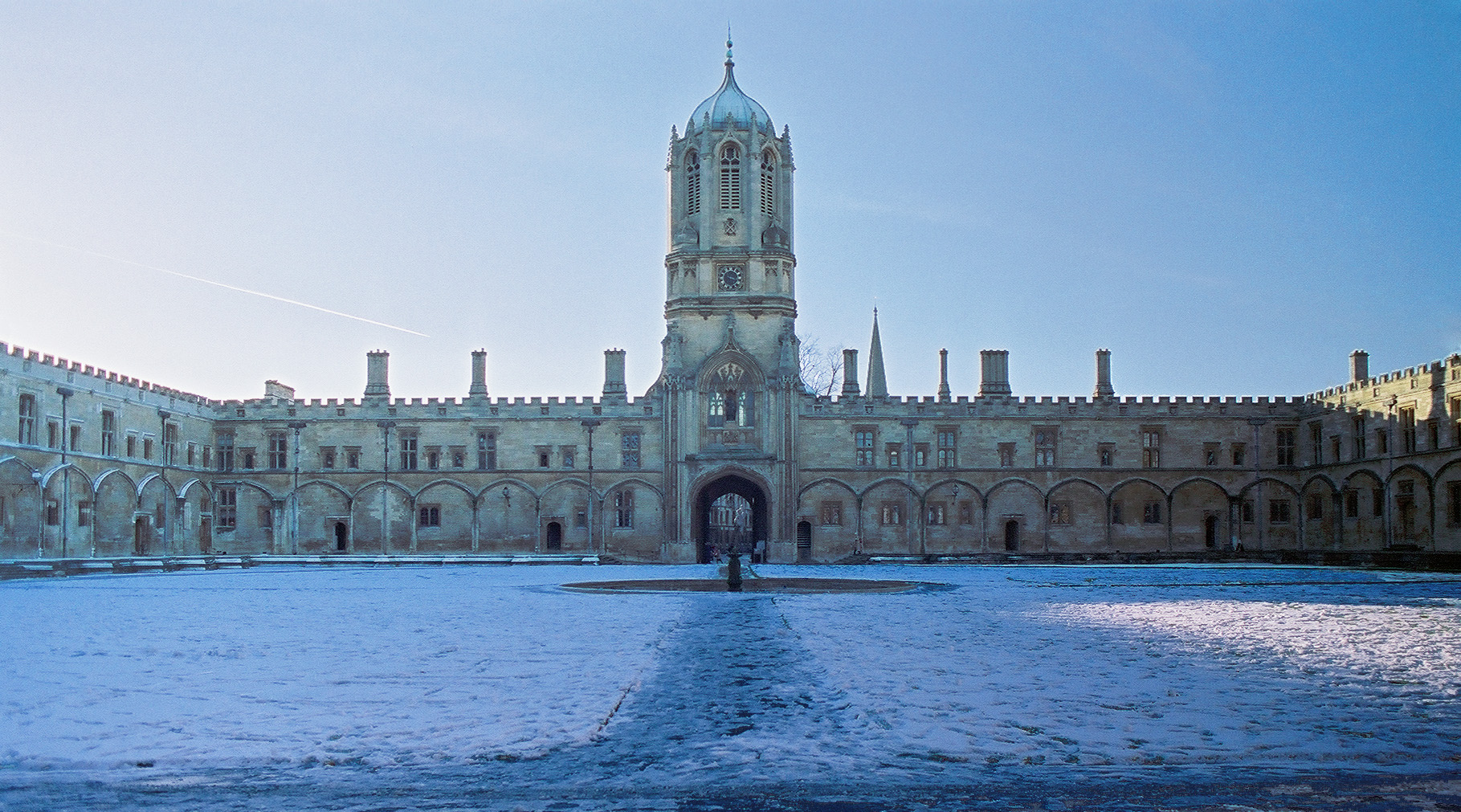
Christ Church

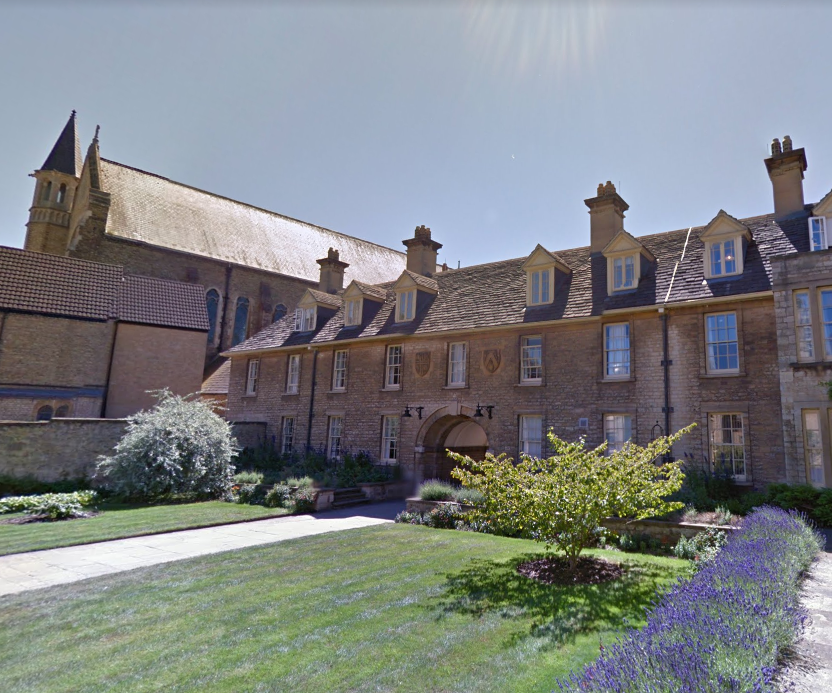
Somerville College

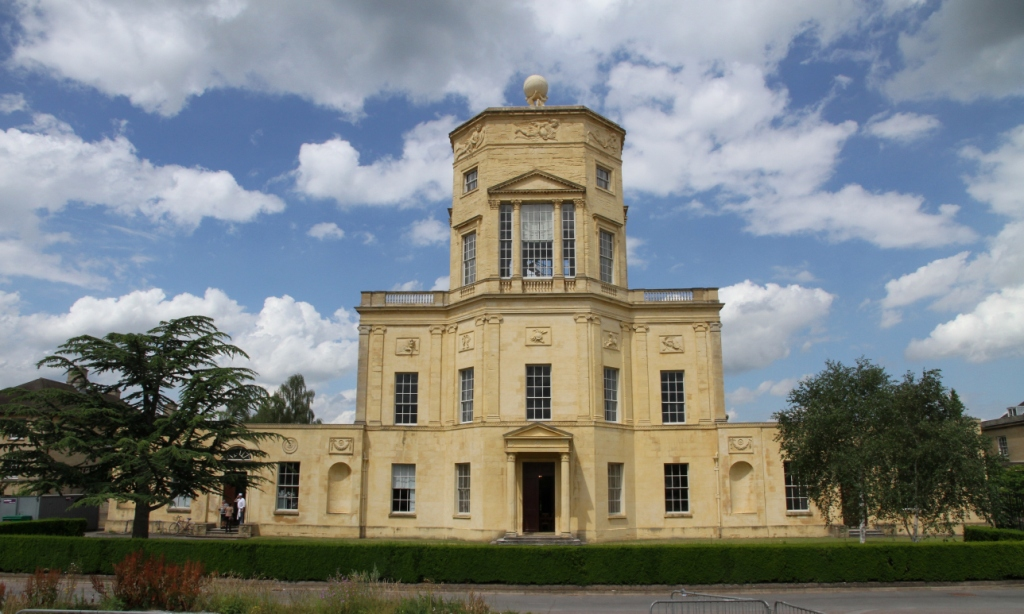
De Radcliffe Observatory van Green Templeton College

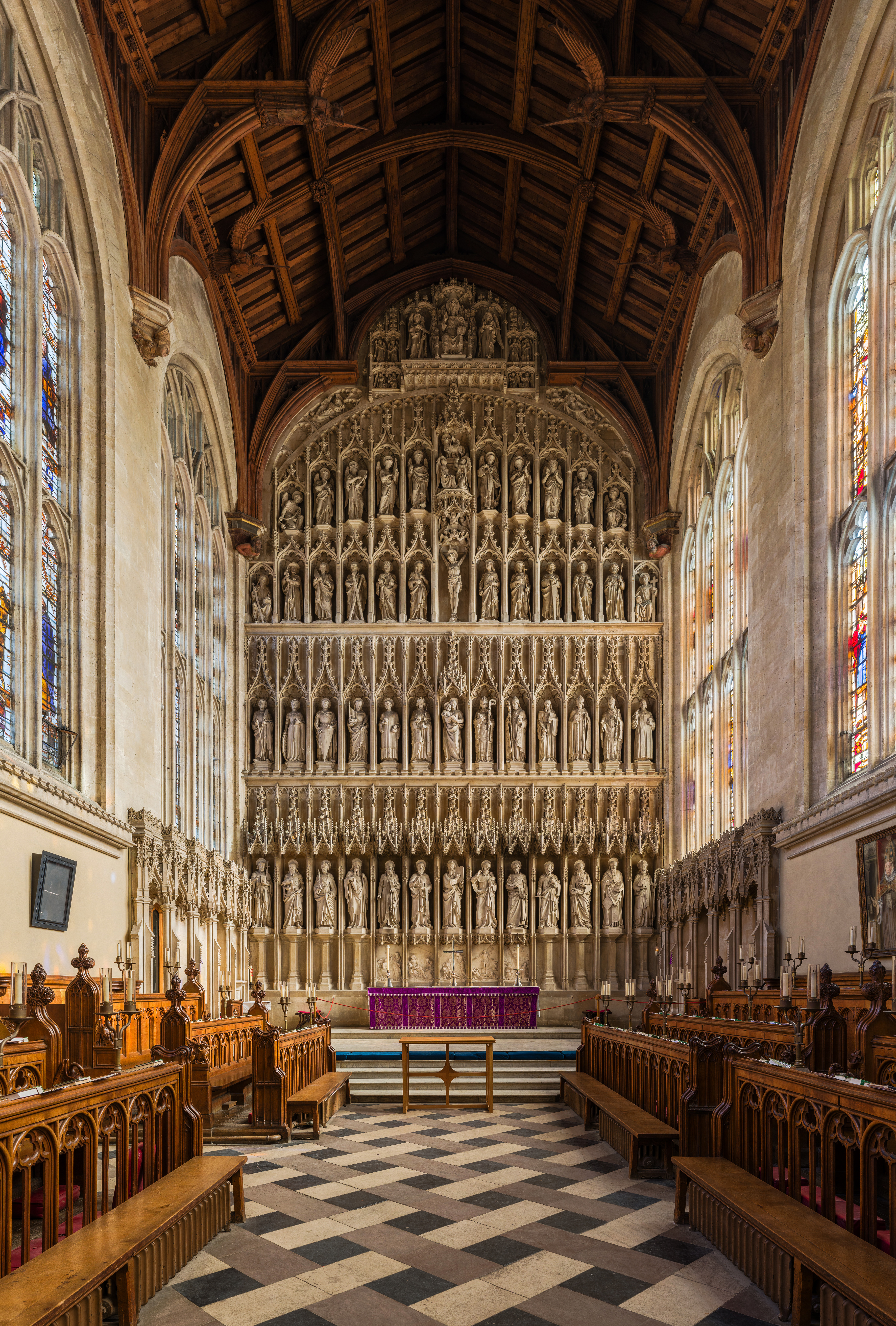
New College

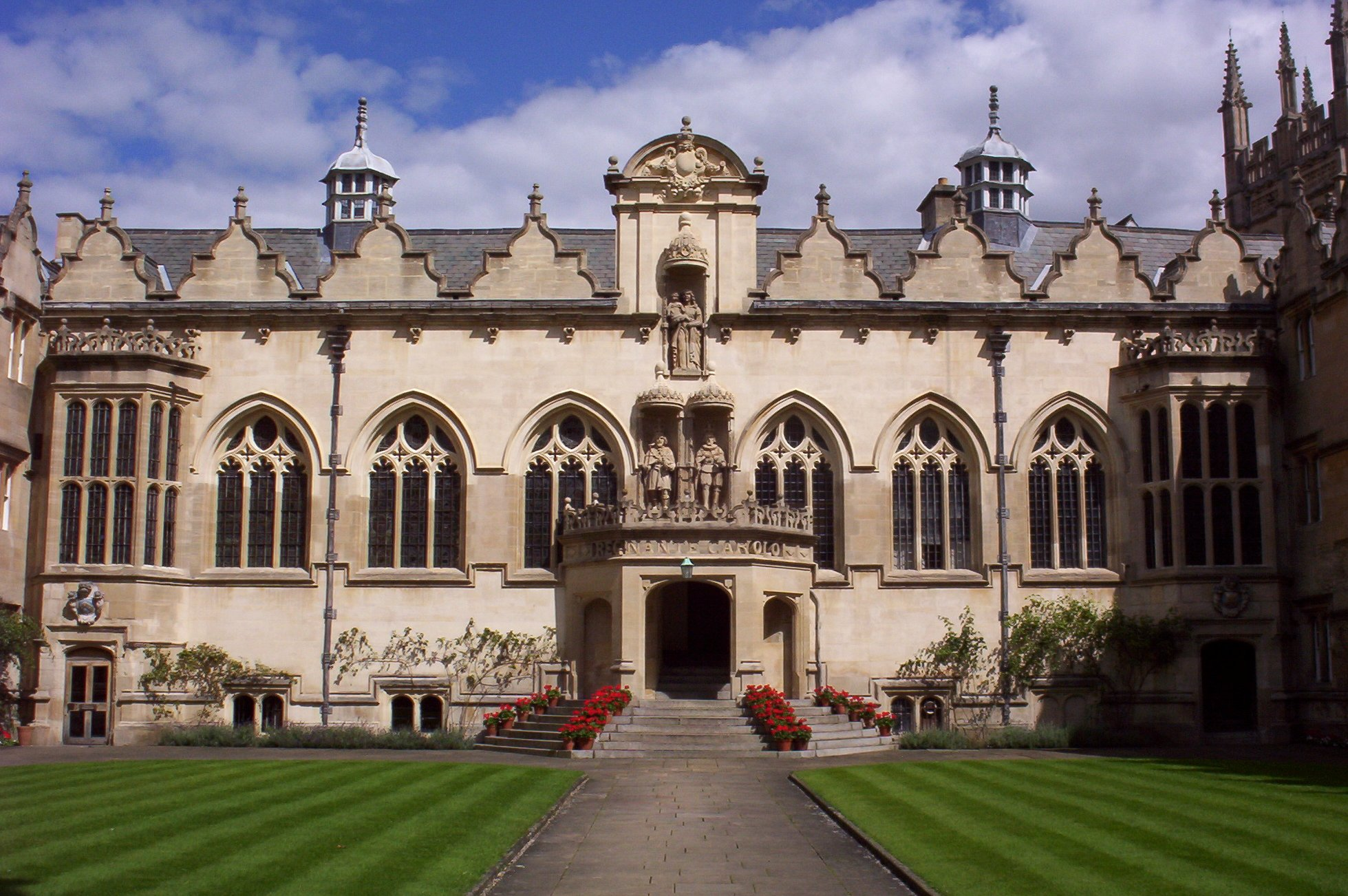
Oriel College

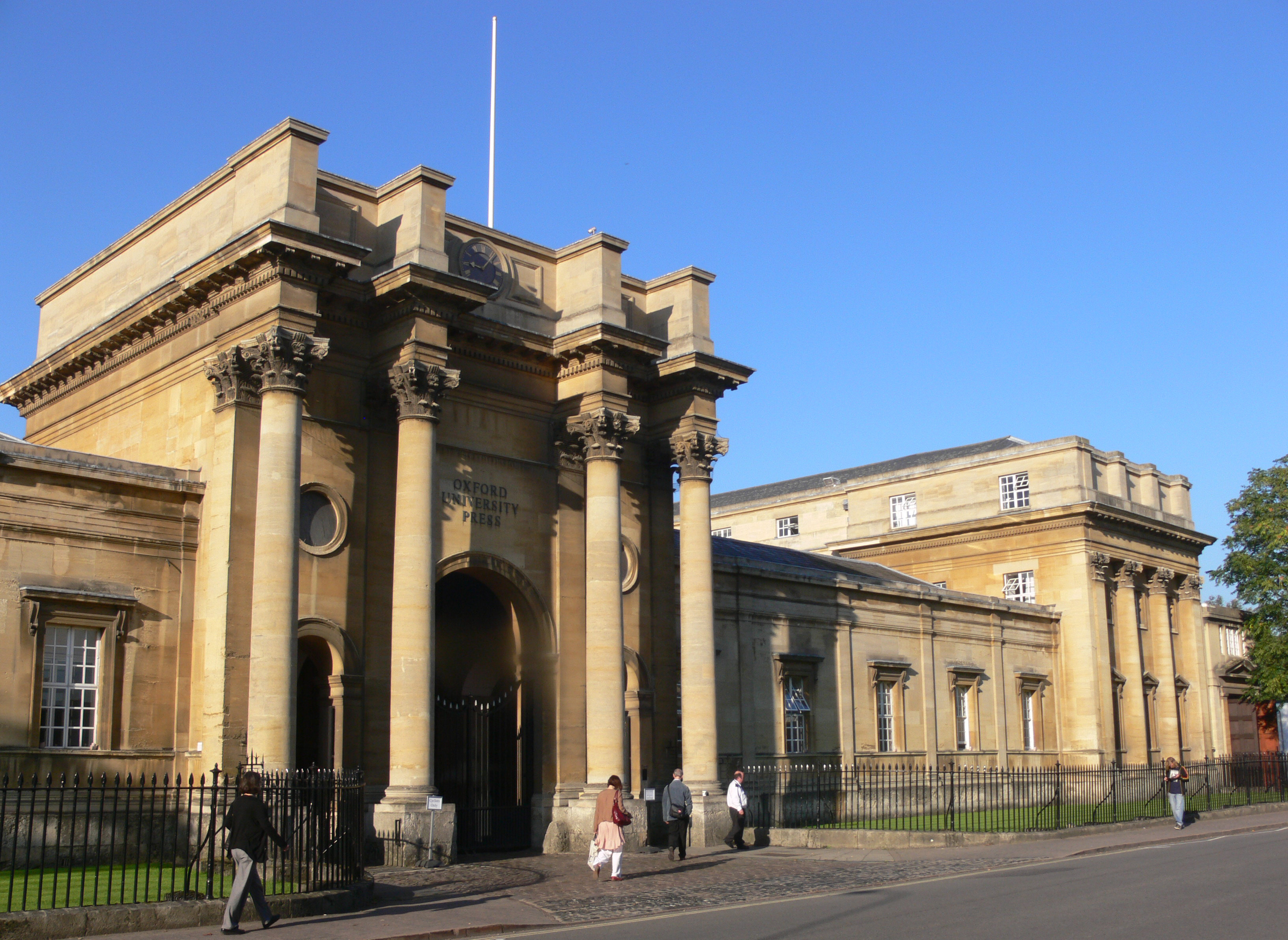
Oxford University Press

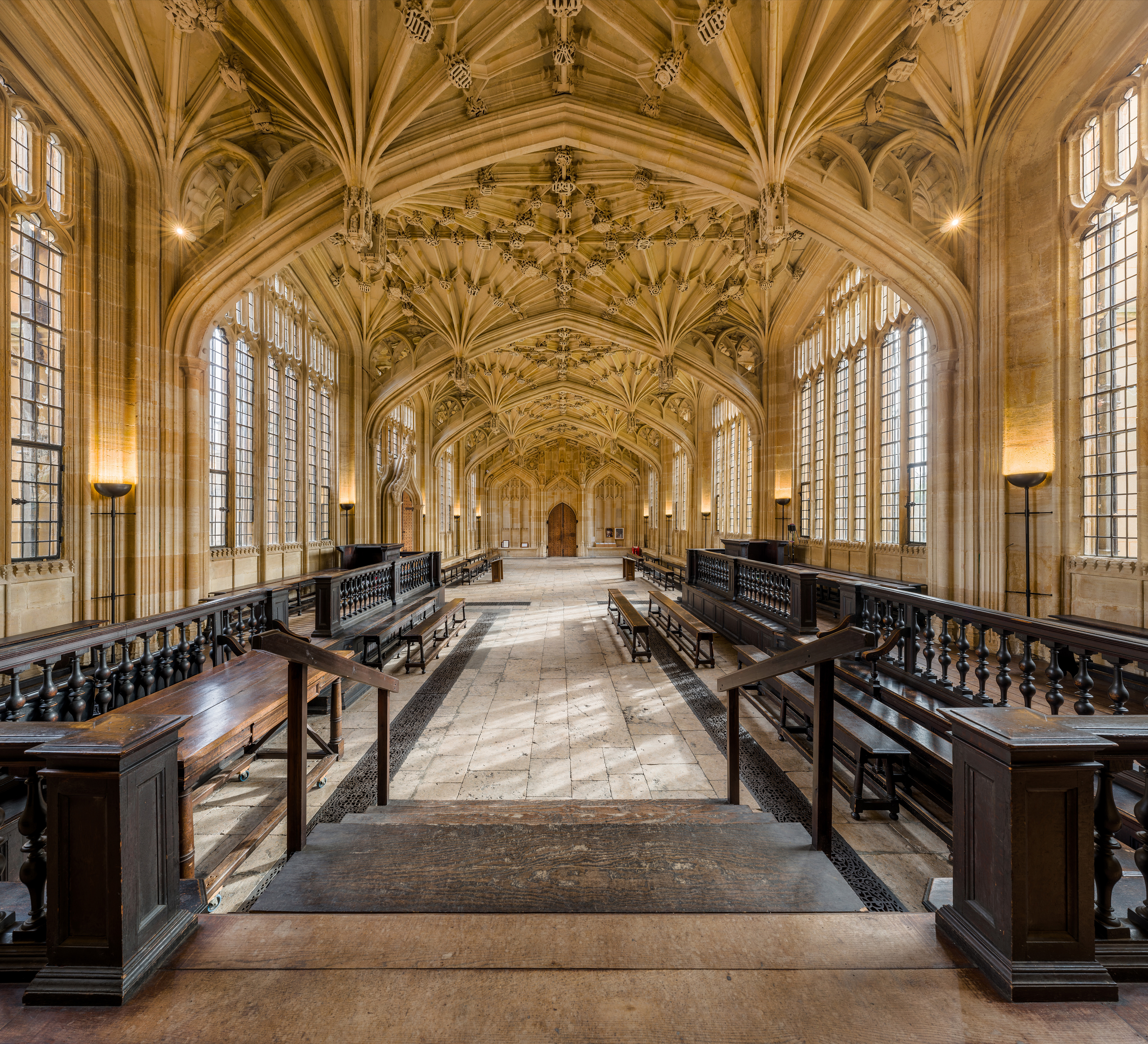
Divinity School

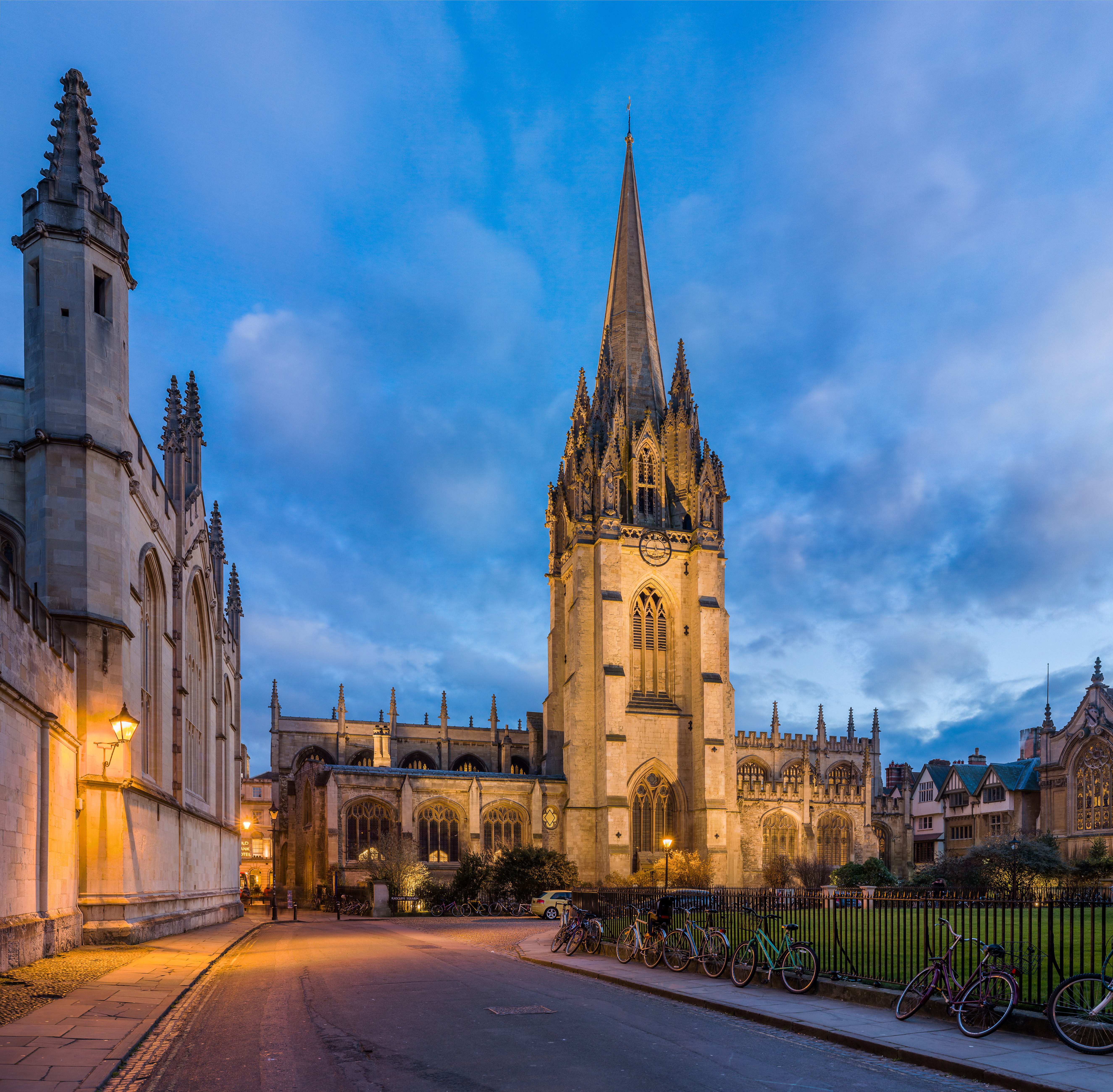
University Church of St Mary the Virgin

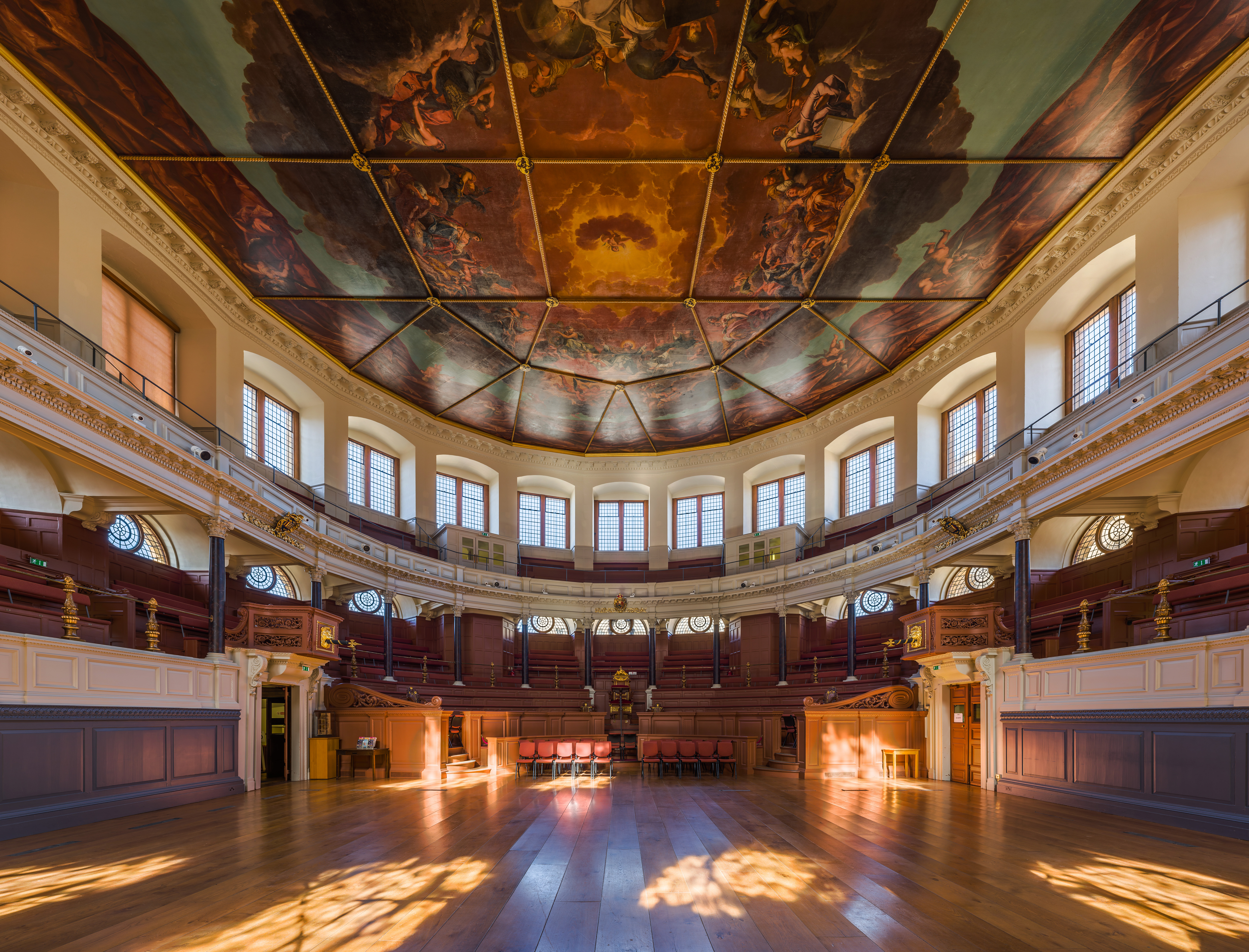
Sheldonian Theatre, waar studenten worden ingewijd

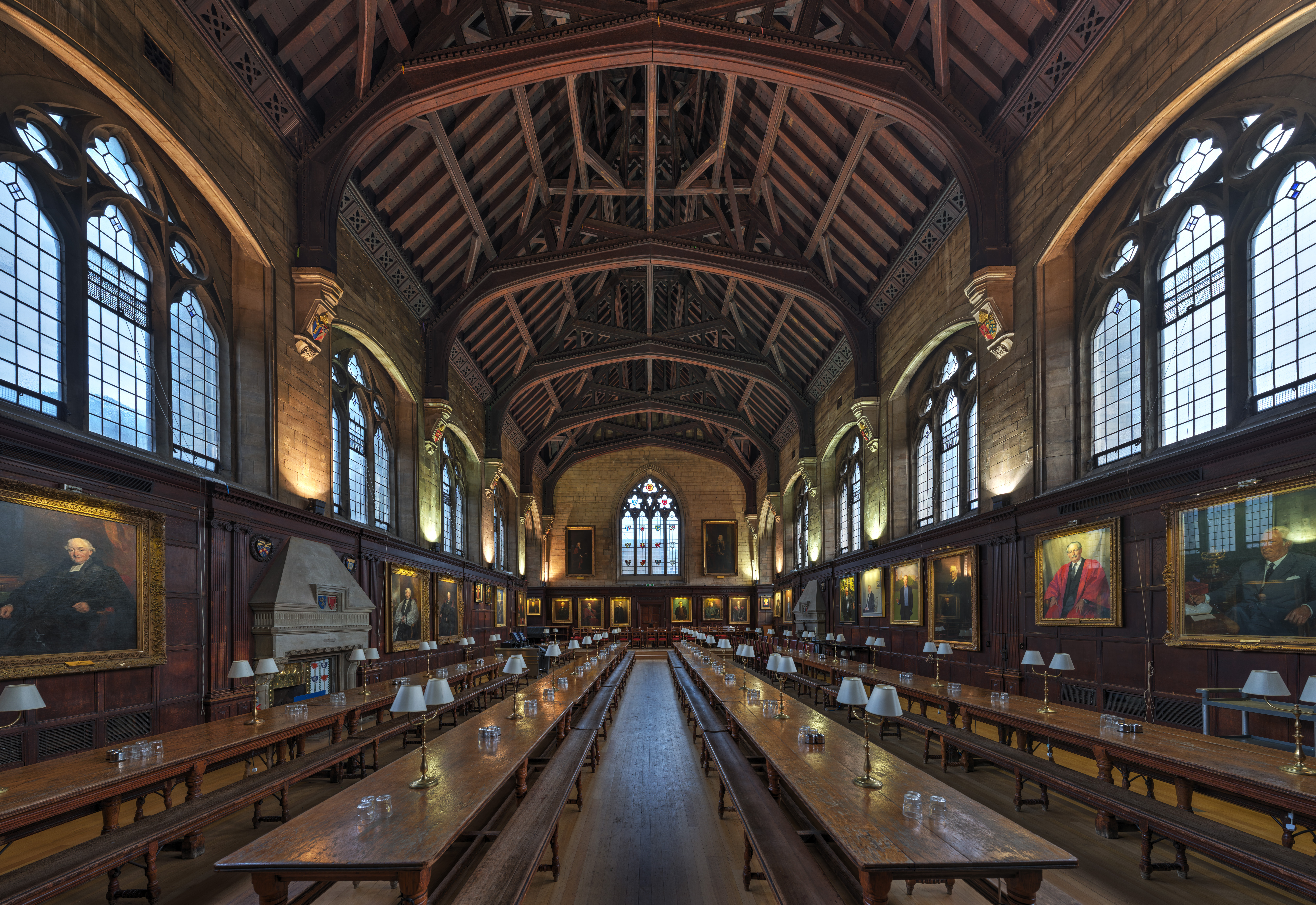
Balliol College

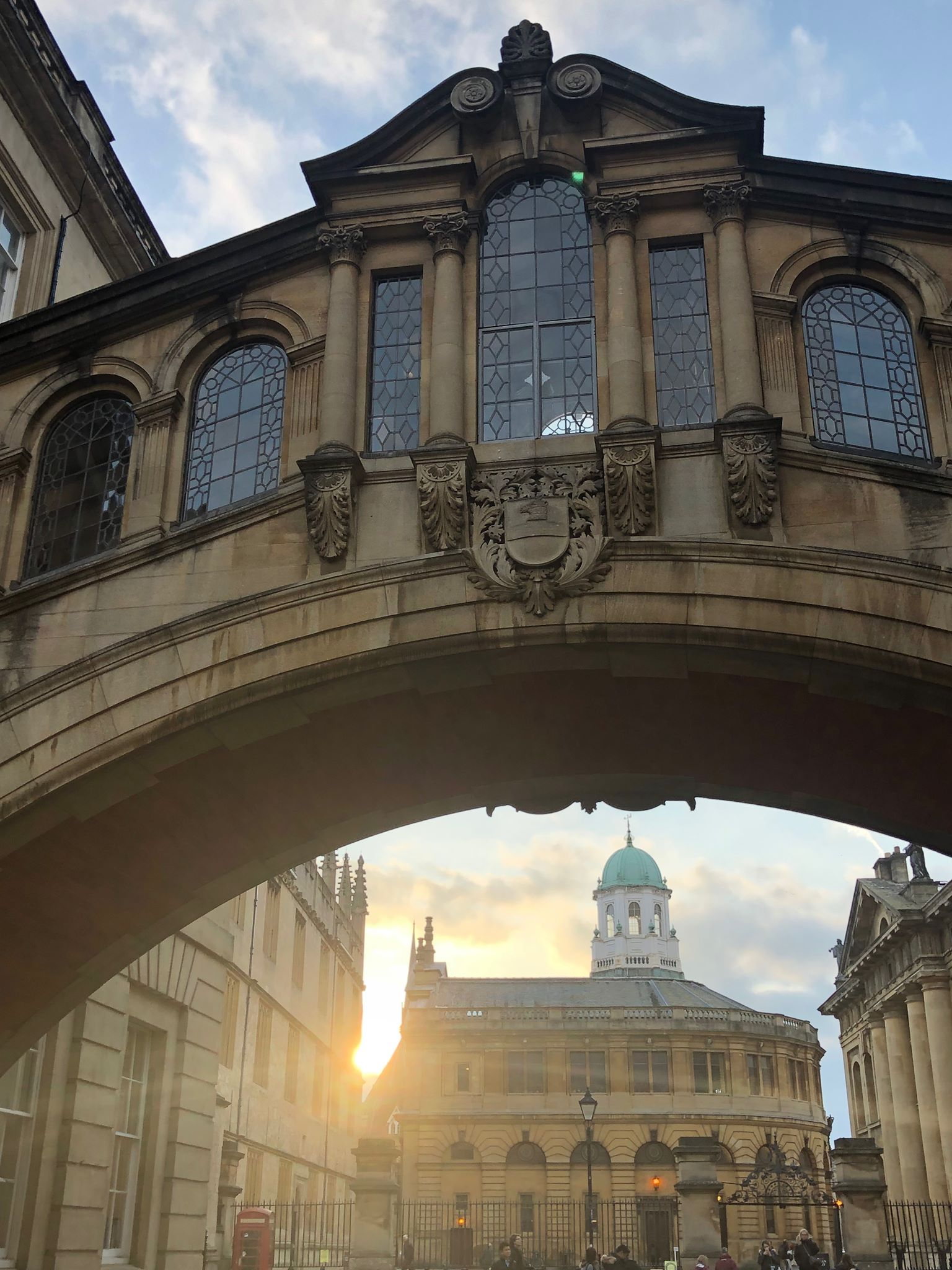
Bridge of Sighs (Hertford College)

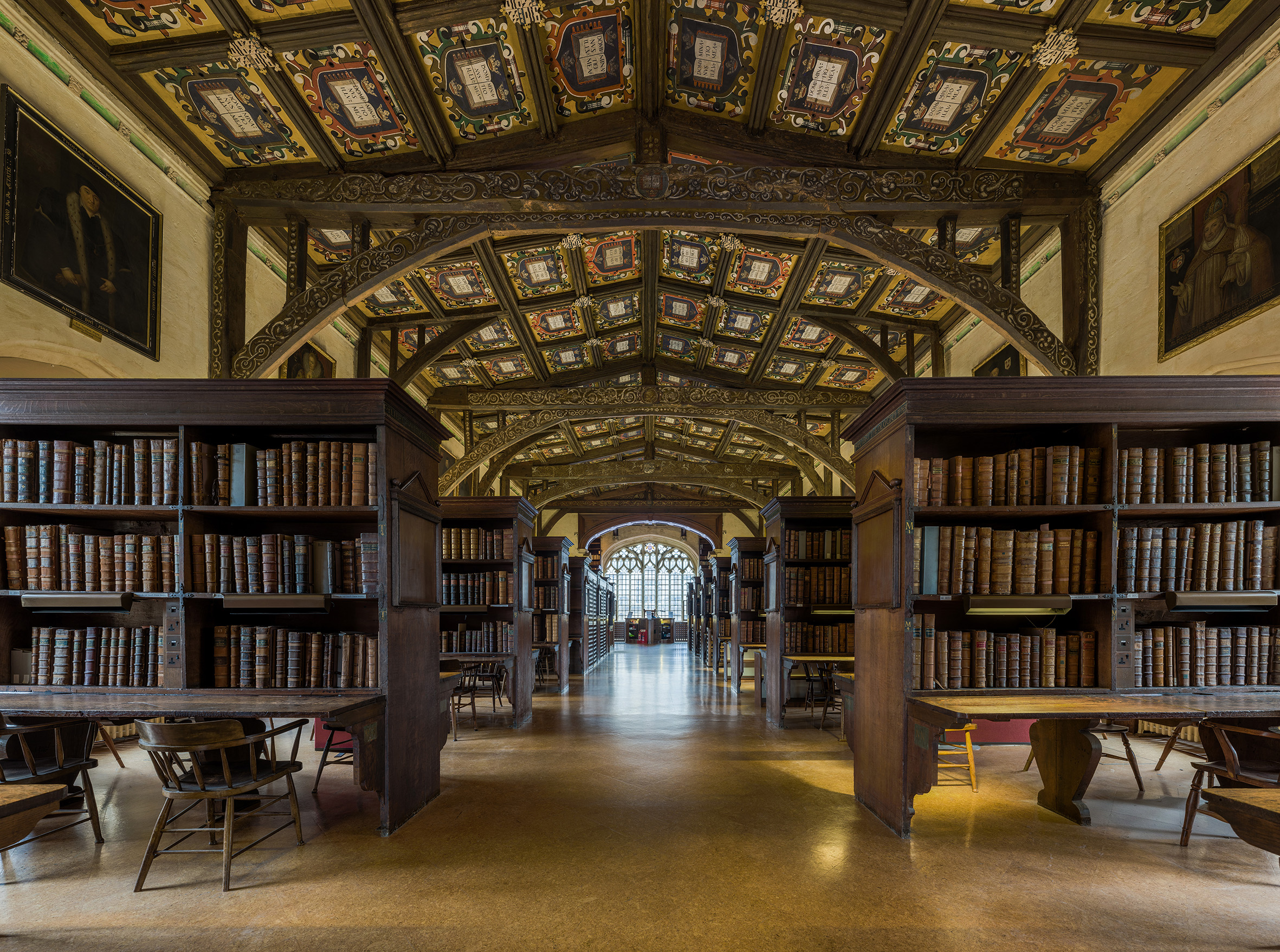
Duke Humfrey's Library, deel van de Bodleian Library

Worcester College

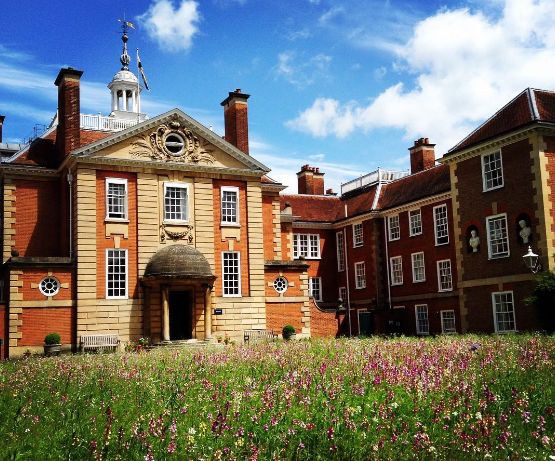
Lady Margaret Hall

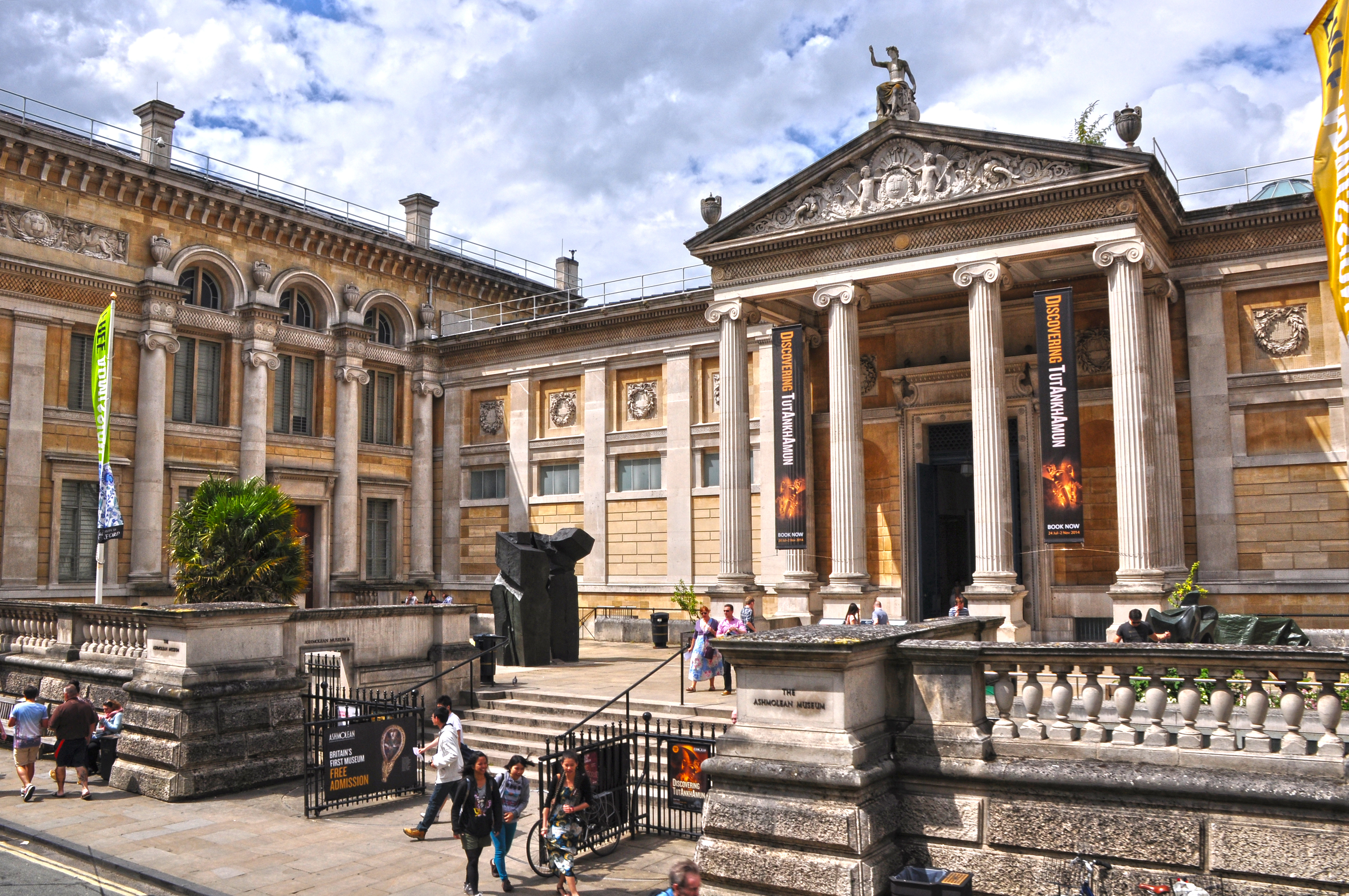
Ashmolean Museum

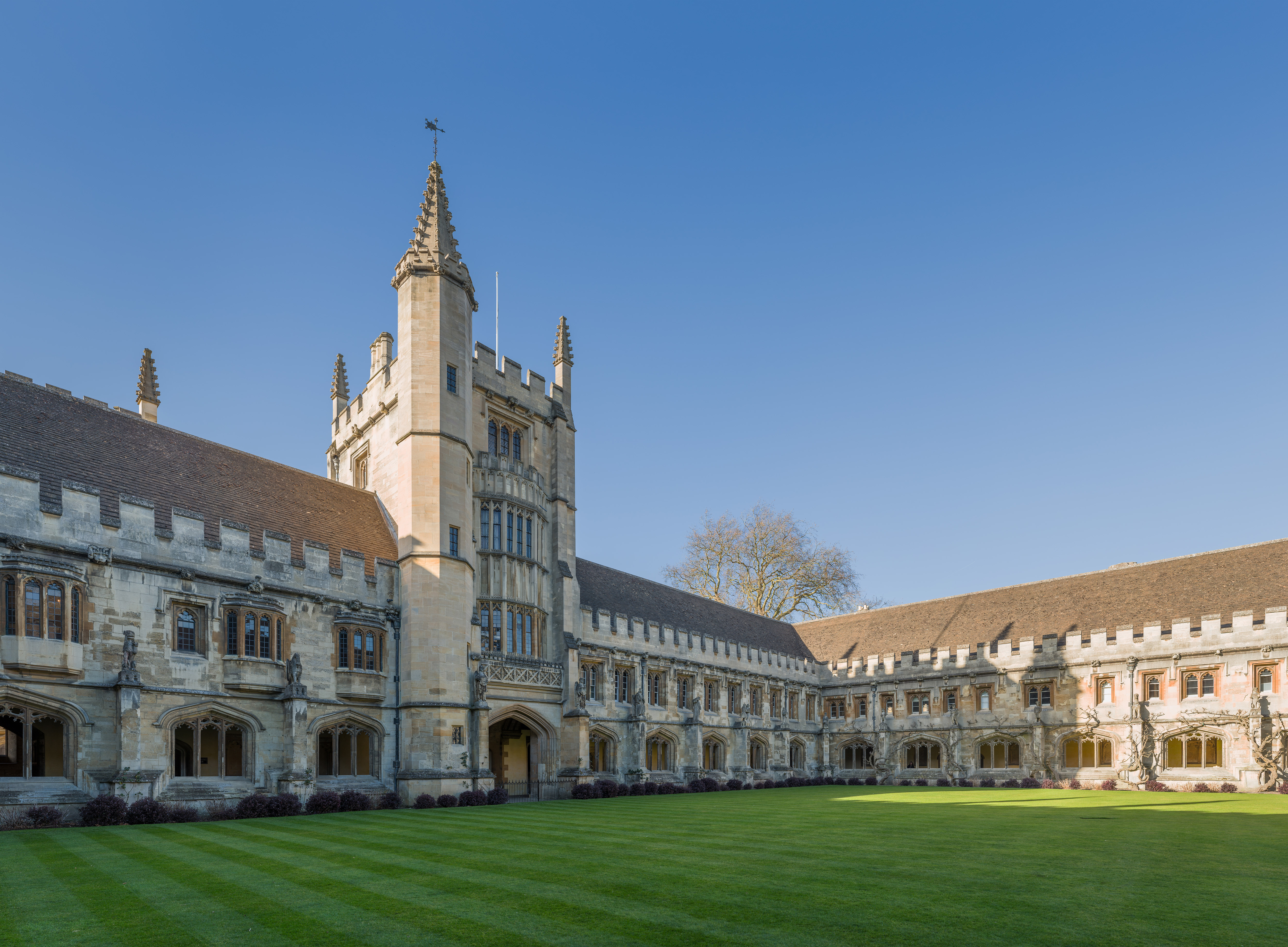
Magdalen College

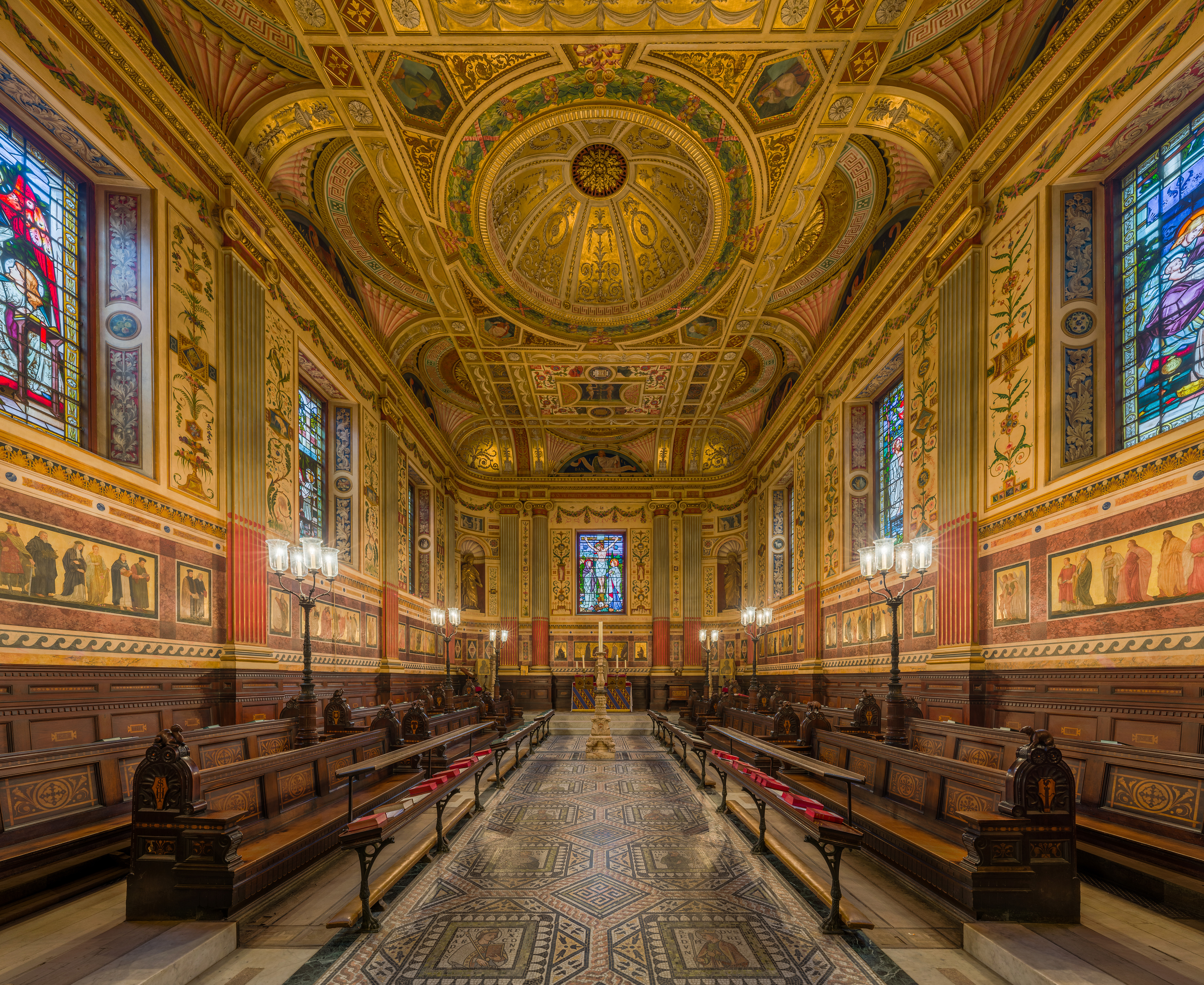
Worcester College

## Geschiedenis
In 1209 besloten studenten uit Oxford te verhuizen uit onvrede met de lokale bevolking en stichtten de Universiteit van Cambridge. De soms ongemakkelijke verhouding tussen town and gown (stad en toga) leidde in 1355 tot een vechtpartij waarin verscheidene universitaire studenten werden gedood (de St Scholastica Day riot). Na de breuk van koning Hendrik VIII met de Rooms-katholieke Kerk werd in Oxford het St. Mary's College ontmanteld, dat in 1435 was gesticht voor de Augustijnen.
Hoewel in Oxford tijdens de Engelse Burgeroorlog in de 17e eeuw veel steun bestond voor de aanhangers van het parlement, werd de universiteit in 1642 het hoofdkwartier van koning Karel I van Engeland en zijn hof, nadat de koning uit Londen was verdreven.
In 1879 werd de universiteit toegankelijk voor vrouwelijke studenten met de opening van Lady Margaret Hall en Somerville College, twee colleges die dat jaar bij elkaar 21 studentes toelieten. Vanaf 1920 kunnen vrouwen een officiële academische graad behalen.

## Colleges
De universiteit bestaat uit 39 colleges en 4 permanent private halls (PPH), tot op zekere hoogte van elkaar onafhankelijke eenheden; de universiteit bestaat dus niet uit één campus (Ryle introduceerde de categoriefout met het voorbeeld van een bezoeker aan Oxford die vraagt waar dan de universiteit is). Een college is vaak gebouwd om een centraal plein of grasveld (quadrangle: op het gras mag, met uitzondering van Somerville College, absoluut niet gelopen worden), waar docenten en studenten vaak intern verblijven (echter slechts enkele colleges bieden deze mogelijkheid voor de gehele studieperiode). Toekomstige studenten kiezen van tevoren een college (indien hun vak er wordt aangeboden) en krijgen daar hun interviews, maar kunnen interviews en/of een plaats krijgen van andere colleges, bijvoorbeeld bij plaatsgebrek.
Undergraduates hebben wekelijks tutorials, een unieke leermethode die doorgaans plaatsvinden in een college, waarbij de student een onderwerp of essay bediscussieert met een docent. Studenten hebben doorgaans les in (andere) colleges en faculteitsgebouwen van de universiteit.
Elk college is apart gesticht, doorgaans door een rijke weldoener of vorst, een aantal al in de 13e eeuw. Vijf colleges waren oorspronkelijk women's colleges: Lady Margaret Hall (1878), Somerville College (1879), St Hugh's College (1886), St Hilda's College (1893) en St Anne's College (1952). Tegenwoordig laat elk college zowel mannelijke als vrouwelijke studenten toe. Acht colleges en één hall laten alleen graduates toe. Het meest recente college van de universiteit is Green Templeton College dat werd opgericht bij Koninklijk Charter op 1 oktober 2008 uit de fusie van Green College en Templeton College.
Elk college heeft zijn eigen atmosfeer, tradities, kleuren, geschiedenis, eetzaal, bibliotheek en kapel, maar is academisch gezien niet verschillend van andere colleges; ieder college heeft dezelfde toegangseisen en er is in principe dan ook geen verschil in reputatie tussen de colleges (m.u.v. All Souls College, een college voor graduates dat een befaamde toelatingstoets afneemt en maximaal slechts twee studenten per jaar aanneemt).
| Naam                      | Gesticht                     | Wapen | Opmerkingen                                            |
| ------------------------- | ---------------------------- | ----- | ------------------------------------------------------ |
| All Souls College         | 1438                         |       | Graduate college                                       |
| Balliol College           | 1263                         |       |                                                        |
| Blackfriars               | 1221, 1921, hall status 1994 |       | PPH, rivaliteit met Campion Hall                       |
| Brasenose College         | 1509                         |       | Rivaliteit met Lincoln en Wadham                       |
| Campion Hall              | 1896                         |       | PPH, rivaliteit met Blackfriars                        |
| Christ Church             | 1546                         |       | "The House", rivaliteit met Pembroke                   |
| Corpus Christi College    | 1517                         |       |                                                        |
| Exeter College            | 1314                         |       | Rivaliteit met Jesus                                   |
| Green Templeton College   | 2008, 1974/1965              |       | Graduate college                                       |
| Harris Manchester College | 1786, collegestatus 1996     |       | Voor 21+-jarigen                                       |
| Hertford College          | 1282, collegestatus 1740     |       | rivaliteit met St Hilda's                              |
| Jesus College             | 1571                         |       | Rivaliteit met Exeter                                  |
| Keble College             | 1870                         |       | Rivaliteit met St Edmund Hall                          |
| Kellogg College           | 1990, collegestatus 1994     |       | Graduate college                                       |
| Lady Margaret Hall        | 1878                         |       | Opgericht als vrouwencollege, "LMH"                    |
| Linacre College           | 1962                         |       | Graduate college                                       |
| Lincoln College           | 1427                         |       | Rivaliteit met Brasenose                               |
| Magdalen College          | 1458                         |       | Rivaliteit met St Catz                                 |
| Mansfield College         | 1886, collegestatus 1995     |       |                                                        |
| Merton College            | 1264                         |       | Rivaliteit met Univ                                    |
| New College               | 1379                         |       |                                                        |
| Nuffield College          | 1937                         |       | Graduate college                                       |
| Oriel College             | 1326                         |       |                                                        |
| Pembroke College          | 1624                         |       | Rivaliteit met Christ Church                           |
| Reuben College            | 2019                         |       | Graduate college                                       |
| Regent's Park College     | 1810                         |       | PPH                                                    |
| Somerville College        | 1879                         |       | Opgericht als vrouwencollege, "The Ville"              |
| St Anne's College         | 1879, collegestatus 1952     |       | Opgericht als vrouwencollege, rivaliteit met St Hugh's |
| St Antony's College       | 1950, collegestatus 1963     |       | Graduate college                                       |
| St Catherine's College    | 1963                         |       | "(St) Catz", rivaliteit met Magdalen, meeste studenten |
| St Cross College          | 1965                         |       | Graduate college                                       |
| St Edmund Hall            | 1226, collegestatus 1957     |       | "Teddy Hall", rivaliteit met Queen's en Keble          |
| St Hilda's College        | 1893                         |       | Opgericht als vrouwencollege, rivaliteit met Hertford  |
| St Hugh's College         | 1886                         |       | Opgericht als vrouwencollege, rivaliteit met St Anne's |
| St John's College         | 1555                         |       | Rijkste college                                        |
| St Peter's College        | 1929                         |       |                                                        |
| The Queen's College       | 1341                         |       | Rivaliteit met St Edmund Hall                          |
| Trinity College           | 1554                         |       |                                                        |
| University College        | 1249                         |       | "Univ", rivaliteit met Merton                          |
| Wadham College            | 1610                         |       | Rivaliteit met Brasenose                               |
| Wolfson College           | 1966, collegestatus 1981     |       | Graduate college                                       |
| Worcester College         | 1714                         |       |                                                        |
| Wycliffe Hall             | 1877                         |       | PPH                                                    |

## Academische reputatie
In 2020 plaatste Times Higher Education World University Rankings de universiteit op nummer een van de wereld en in de top drie voor de volgende studierichtingen:
- 1e in de wereld voor sociale wetenschappen, engineering en technologie, informatica, medicijnen en gezondheidswetenschappen, en onderwijskunde
- 3e in de wereld voor geesteswetenschappen, levenswetenschappen, bedrijfskunde en economie

Voor 2022 plaatste QS World University Rankings de universiteit op de tweede plaats van de wereld en de eerste van Europa, en in de top drie voor de volgende studierichtingen in 2018:
- 1e in de wereld voor geesteswetenschappen, archeologie, geografie, Engelse taal en literatuur, anatomie en fysiologie
- 2e in de wereld voor levenswetenschappen en medicijnen, theologie en godsdienstwetenschap, de klassieken en oude geschiedenis, antropologie, medicijnen, politiek, geschiedenis, sociaal beleid en administratie
- 3e in de wereld voor rechten, moderne talen, sociologie, sociale wetenschappen en management, ontwikkelingsstudies

In 2019 plaatste Academic Ranking of World Universities (de Shanghai-ranglijst) de universiteit op de zevende plaats van de wereld en de tweede van Europa, en eerste in de wereld voor geografie en tweede voor ecologie.
In 2021 plaatste de nationale The Guardian University Guide de universiteit op de eerste plaats van het Verenigd Koninkrijk, en in 2019 in de top drie voor de volgende studierichtingen:
- 1e in het Verenigd Koninkrijk voor wiskunde, antropologie, bedrijfskunde, scheikunde, economie, materiaalkunde en mijnbouwkunde, Engels, geografie en milieuwetenschappen
- 2e in het Verenigd Koninkrijk voor biowetenschap, de klassieken en oude geschiedenis, aardwetenschappen, rechten, medicijnen, moderne talen en linguïstiek
- 3e in het Verenigd Koninkrijk voor filosofie, geschiedenis, kunstgeschiedenis, informatica, politiek

## Bekende oud-studenten

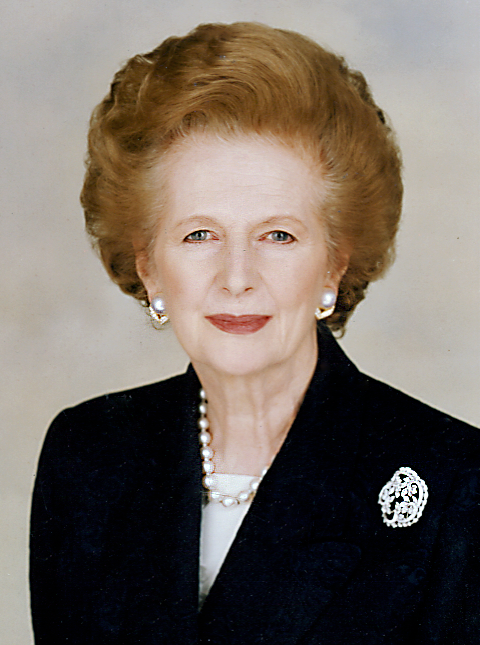
Margaret Thatcher
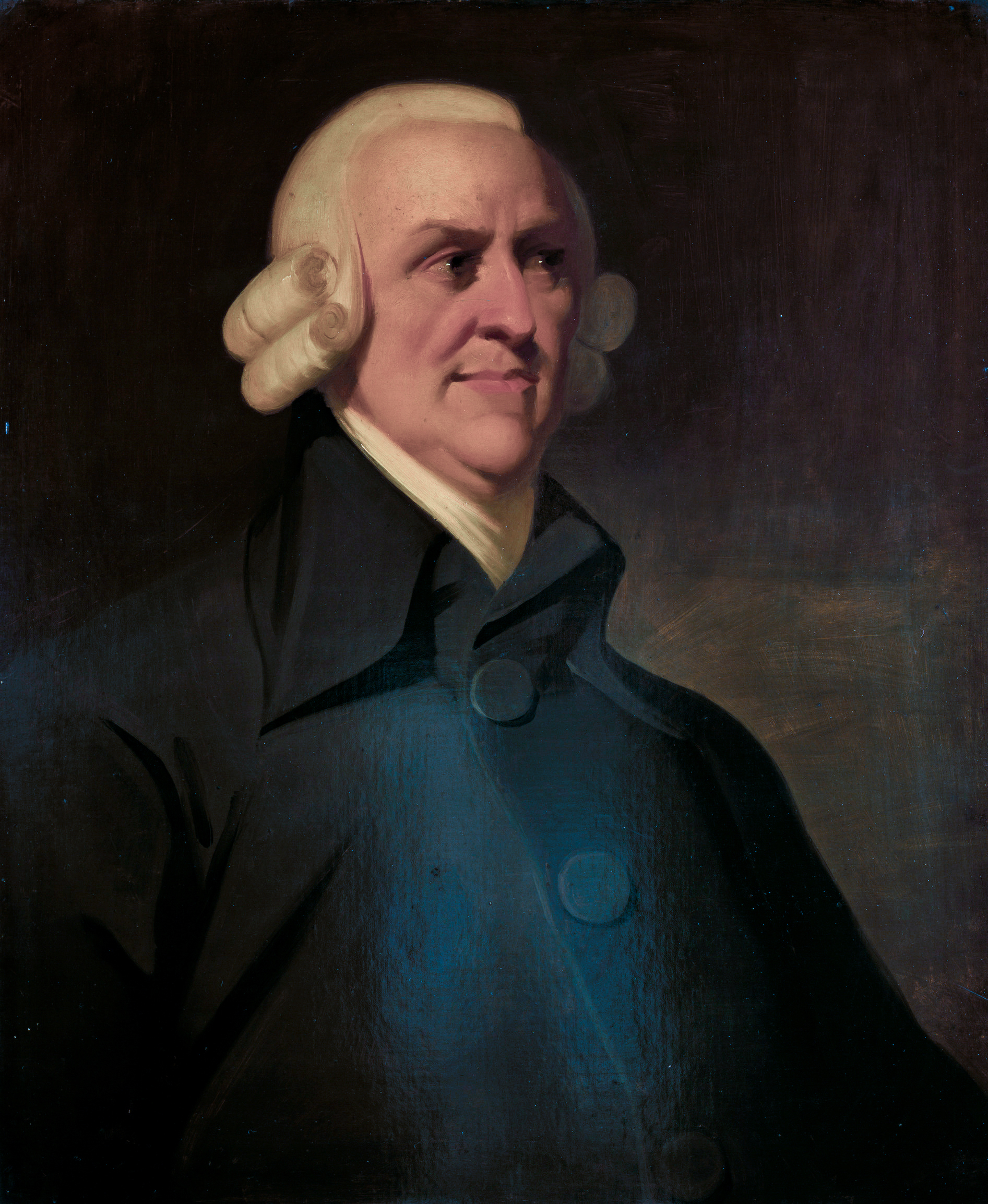
Adam Smith
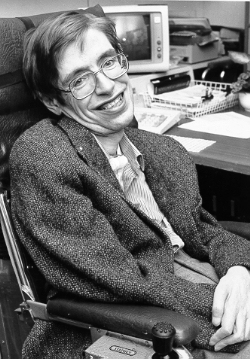
Stephen Hawking
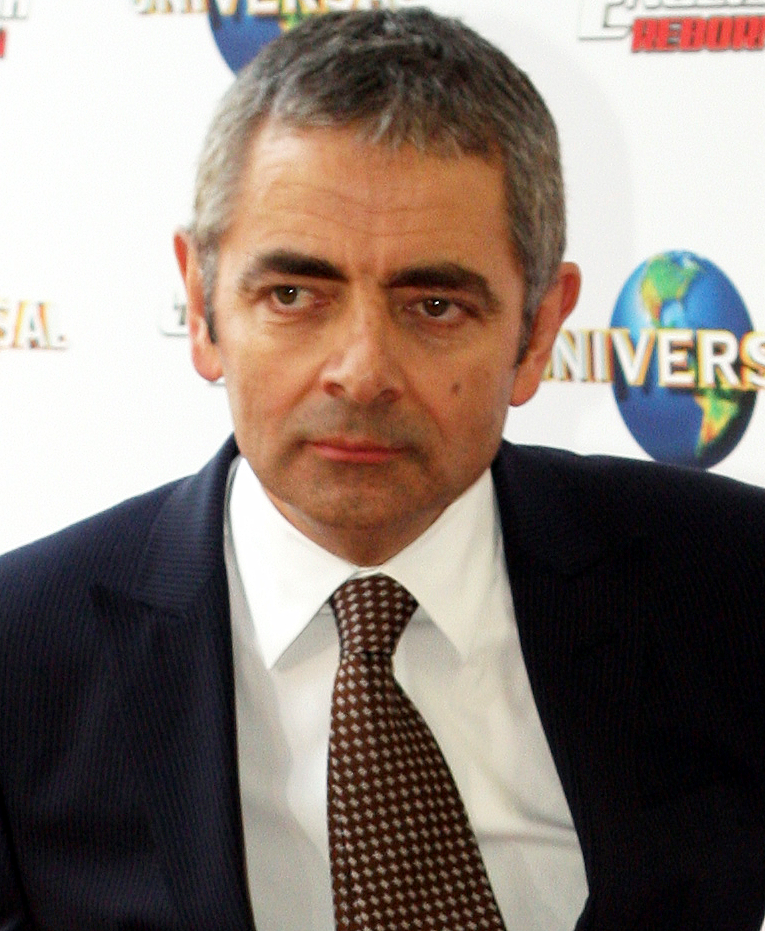
Rowan Atkinson
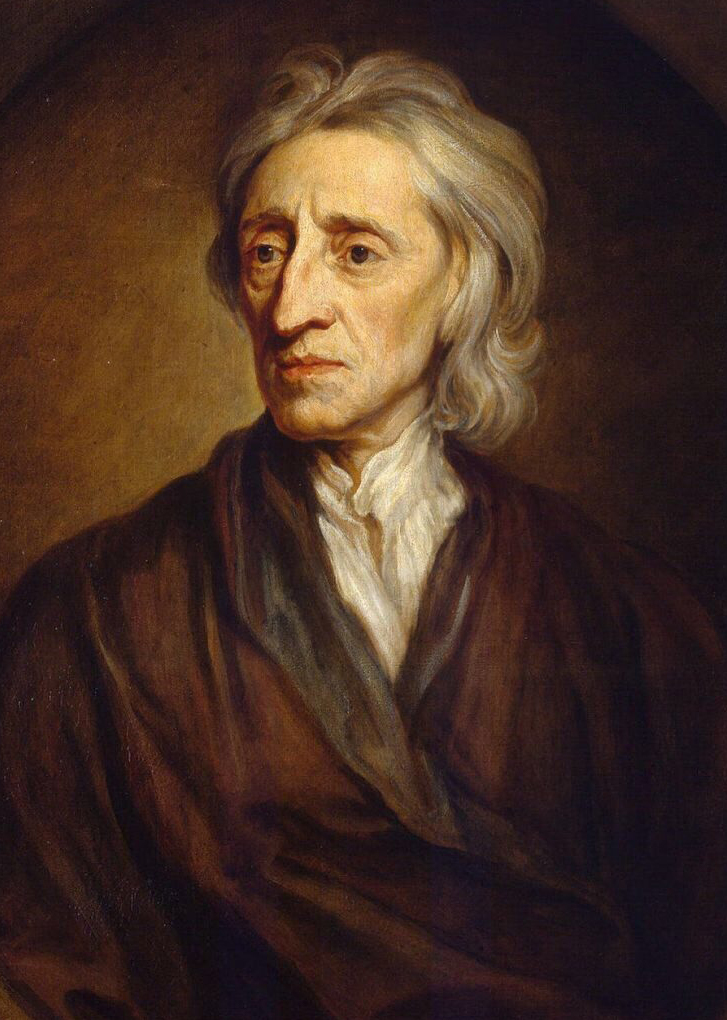
John Locke
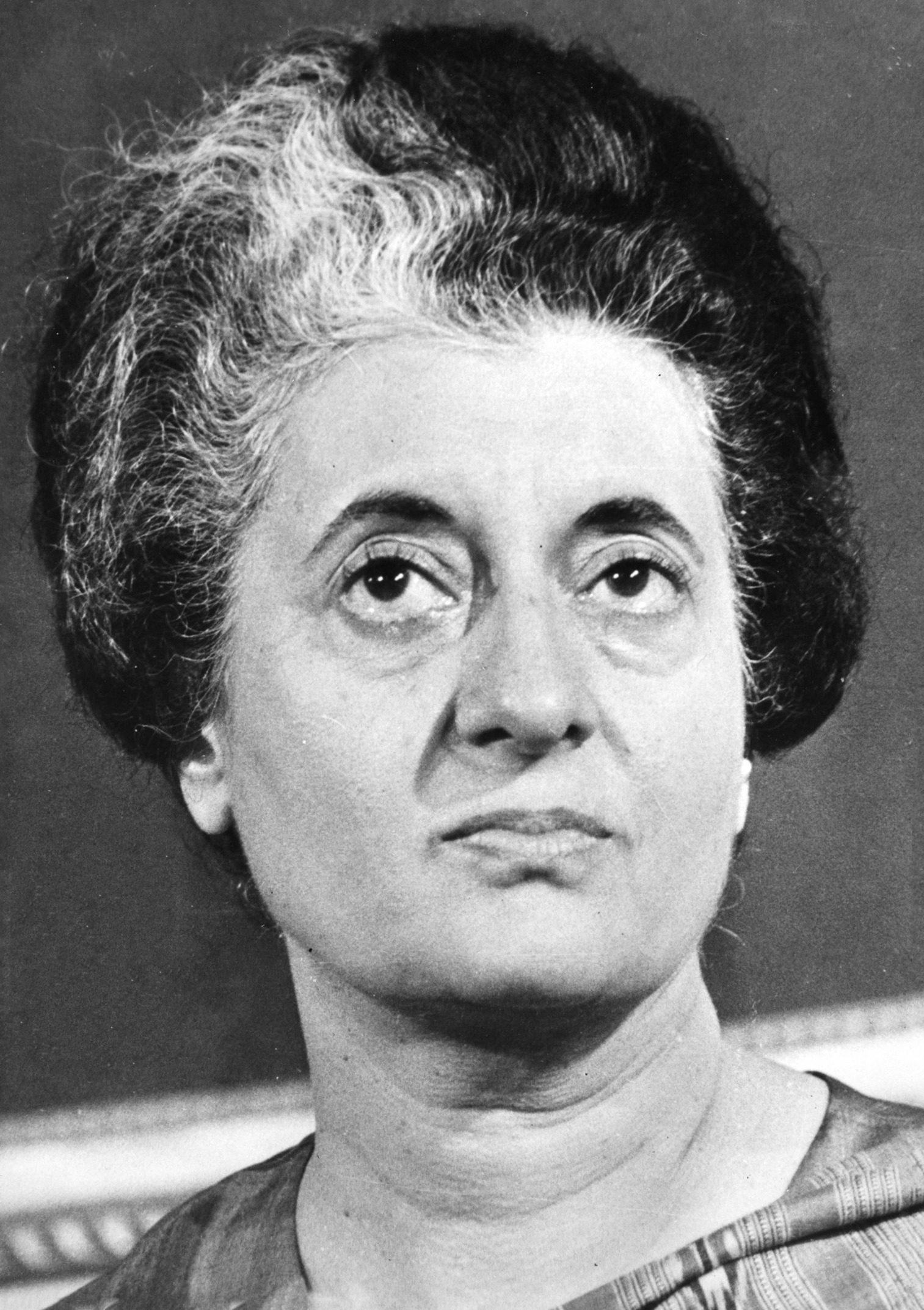
Indira Gandhi
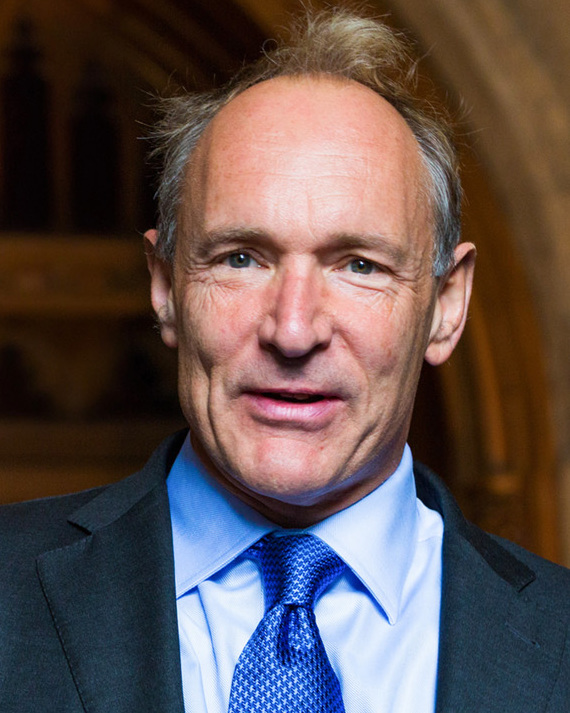
Tim Berners-Lee
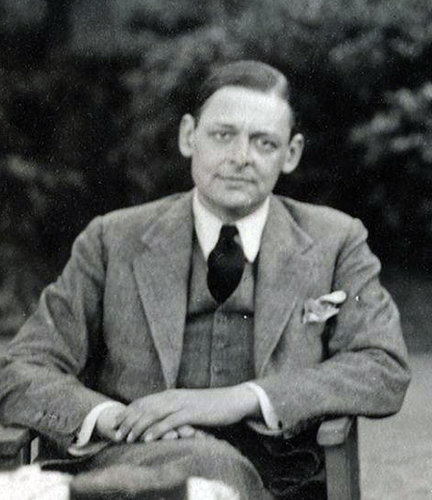
T.S. Eliot
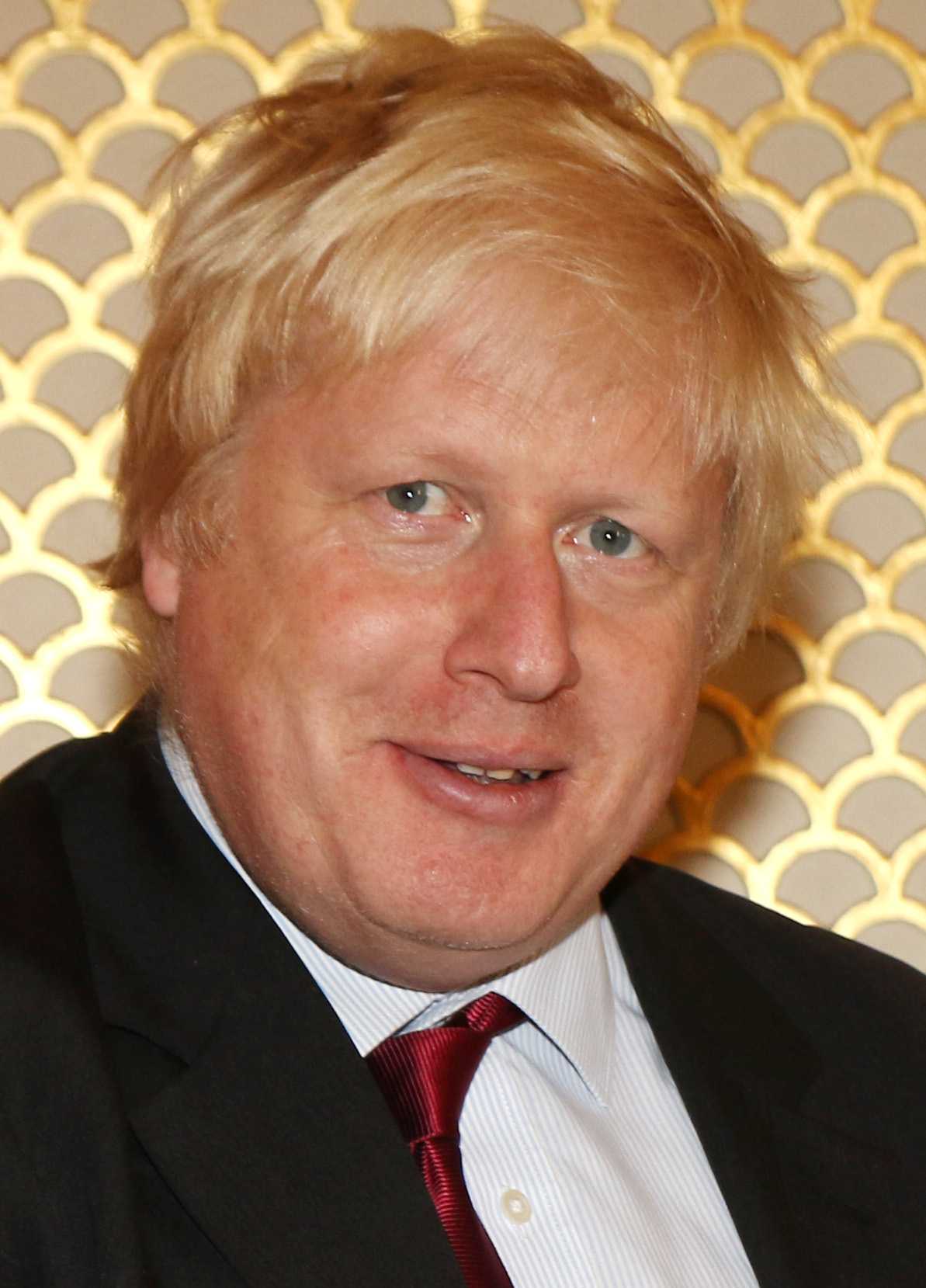
Boris Johnson
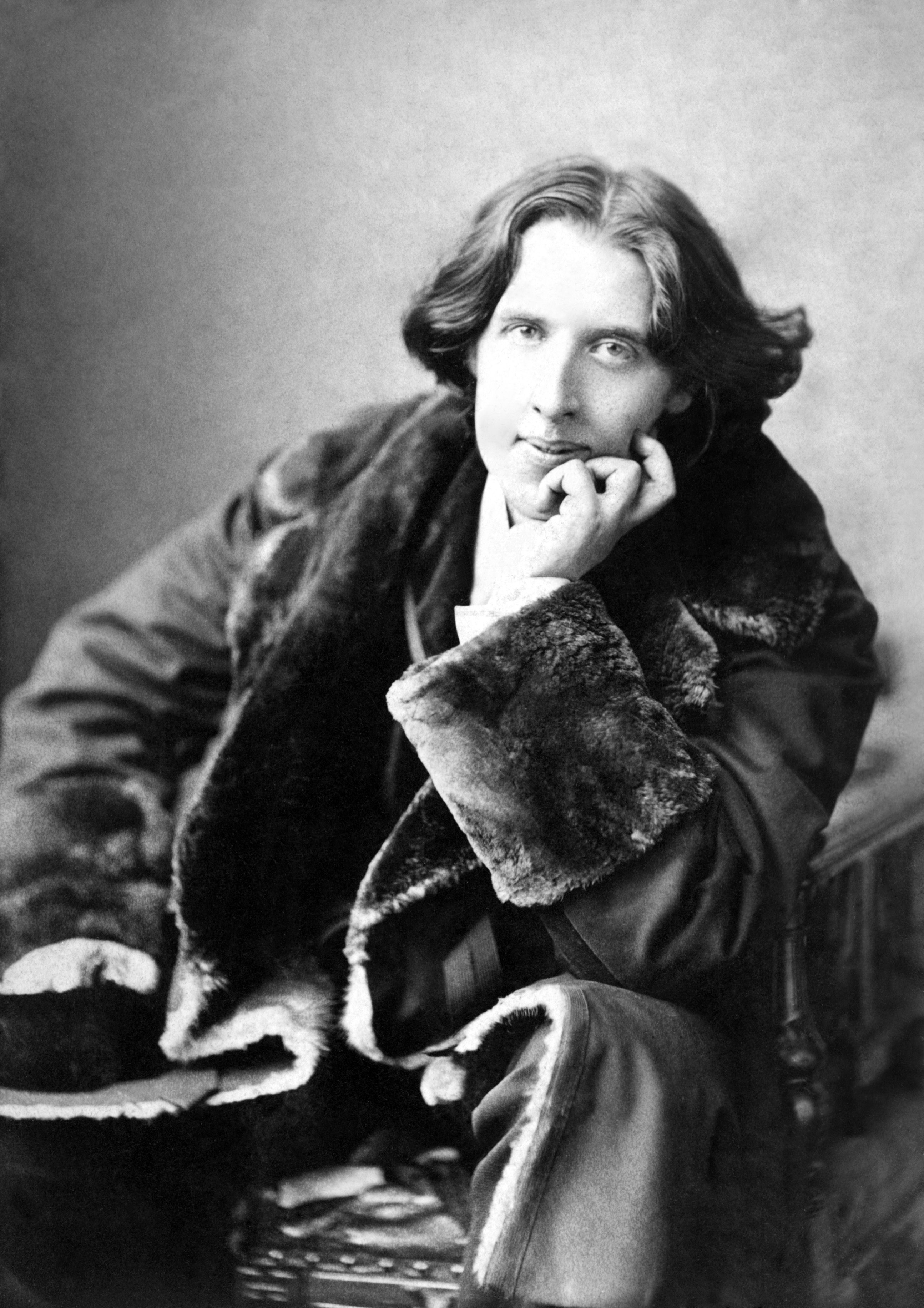
Oscar Wilde
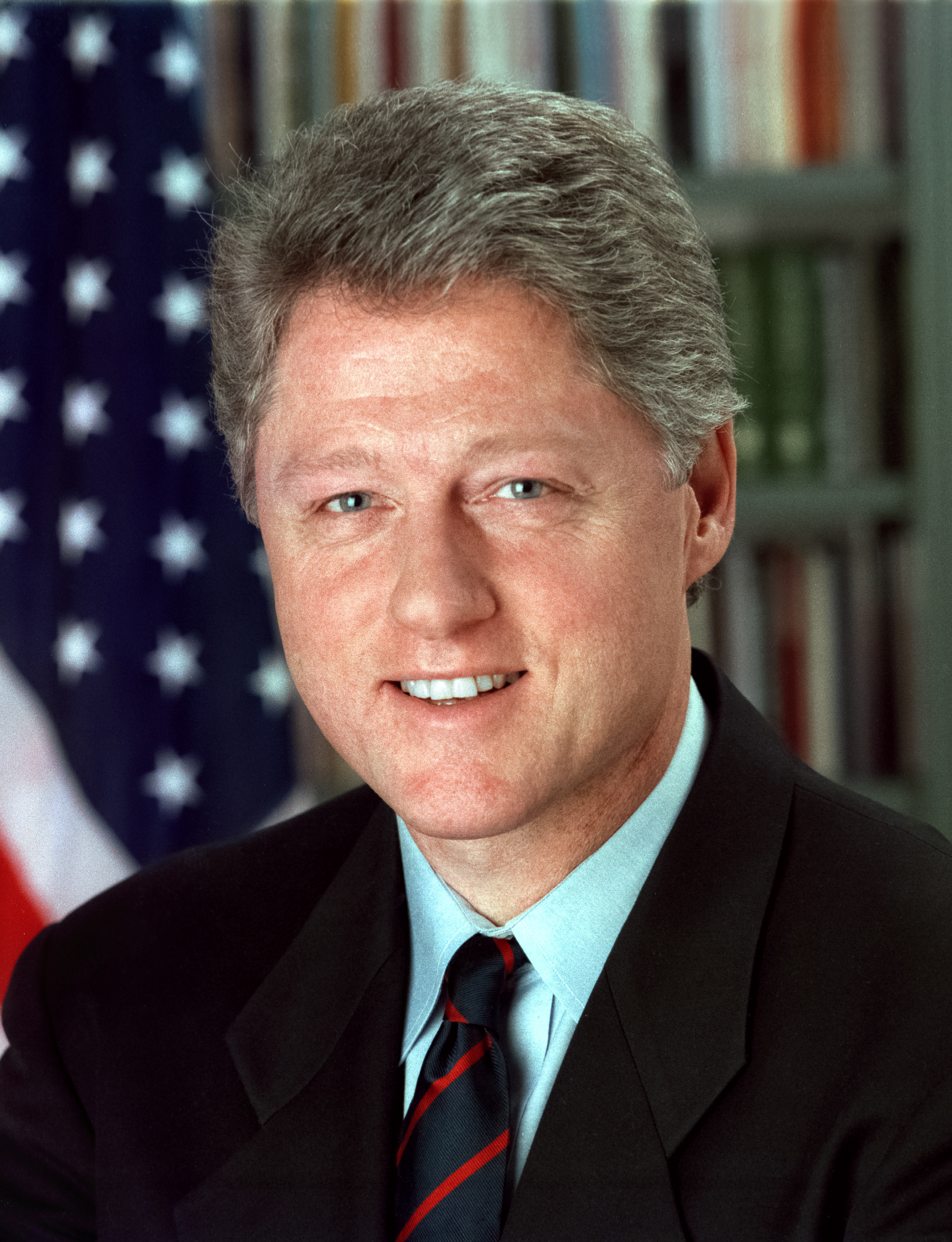
Bill Clinton
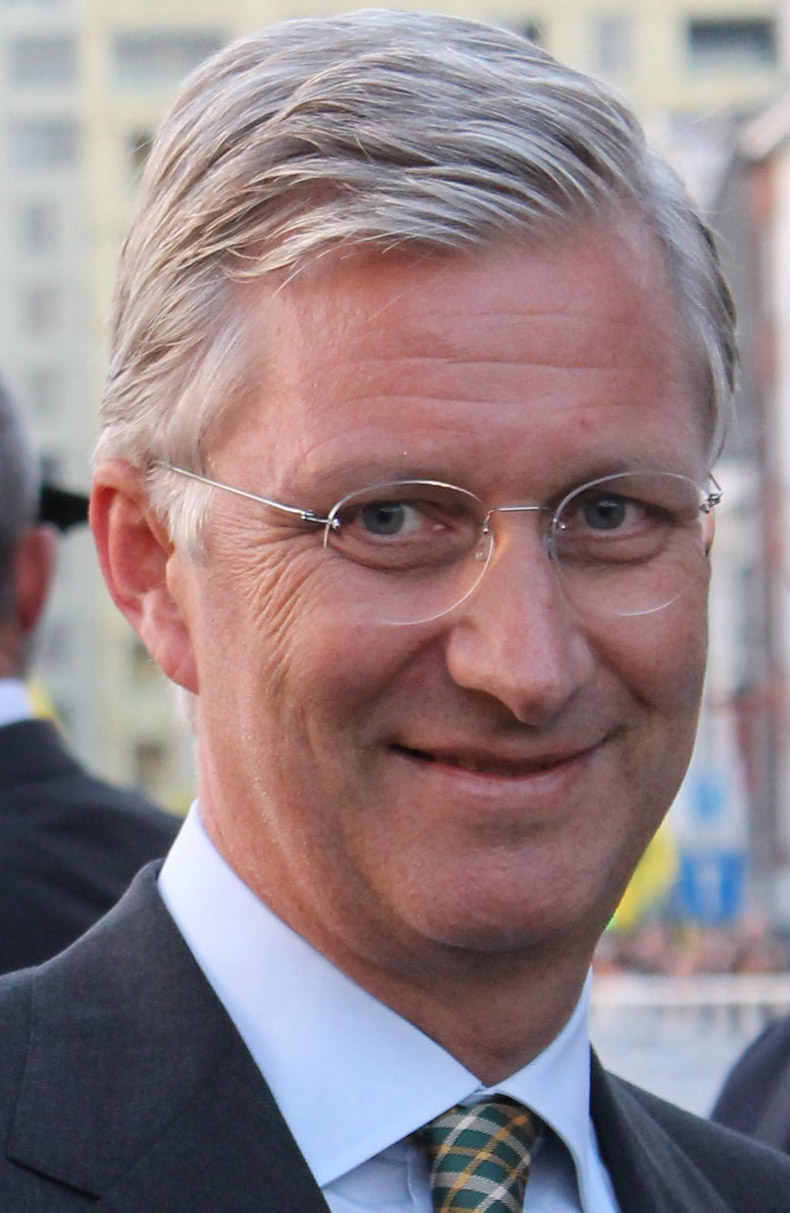
Koning Filip van België
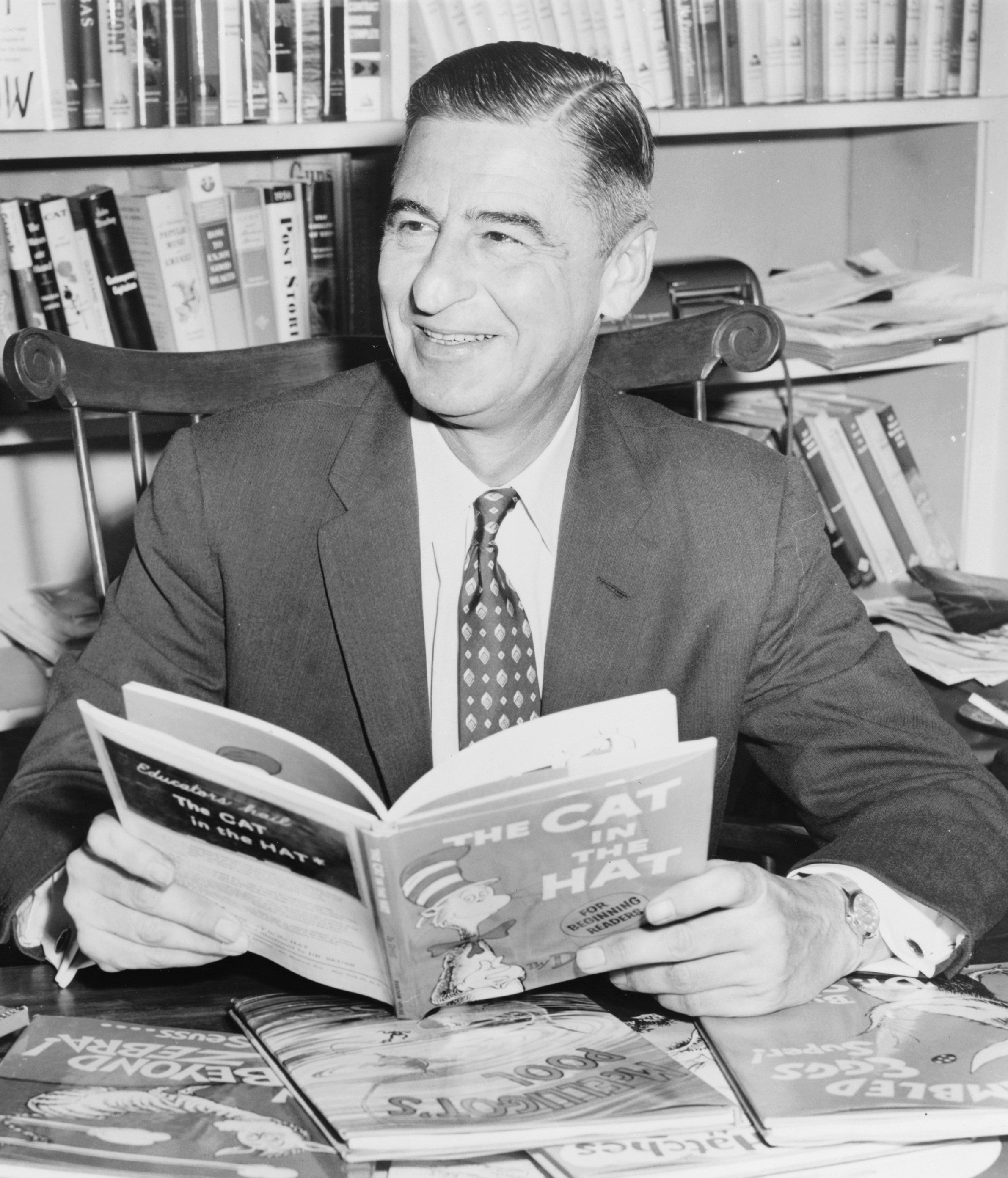
Dr. Seuss
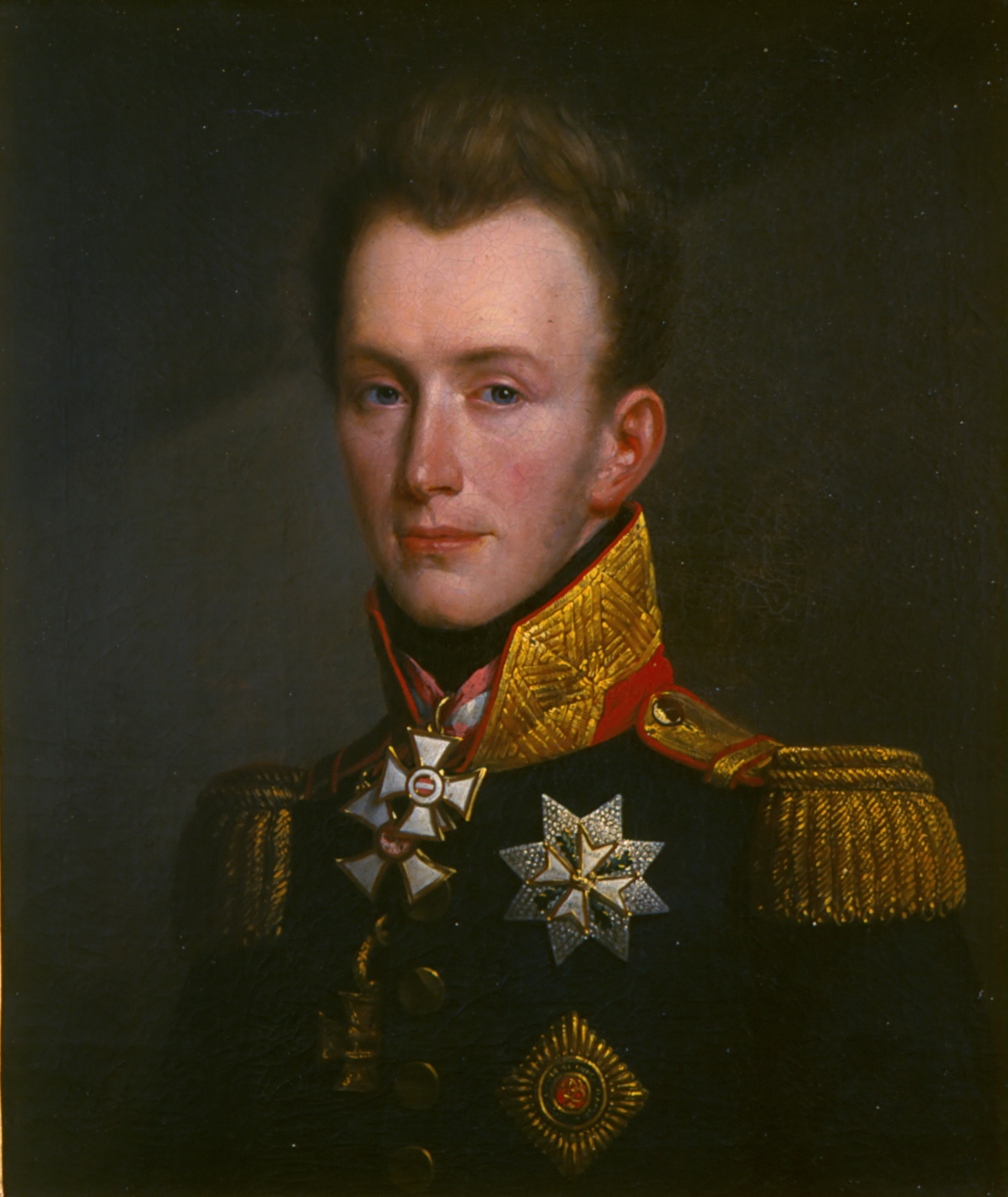
Koning Willem II der Nederlanden
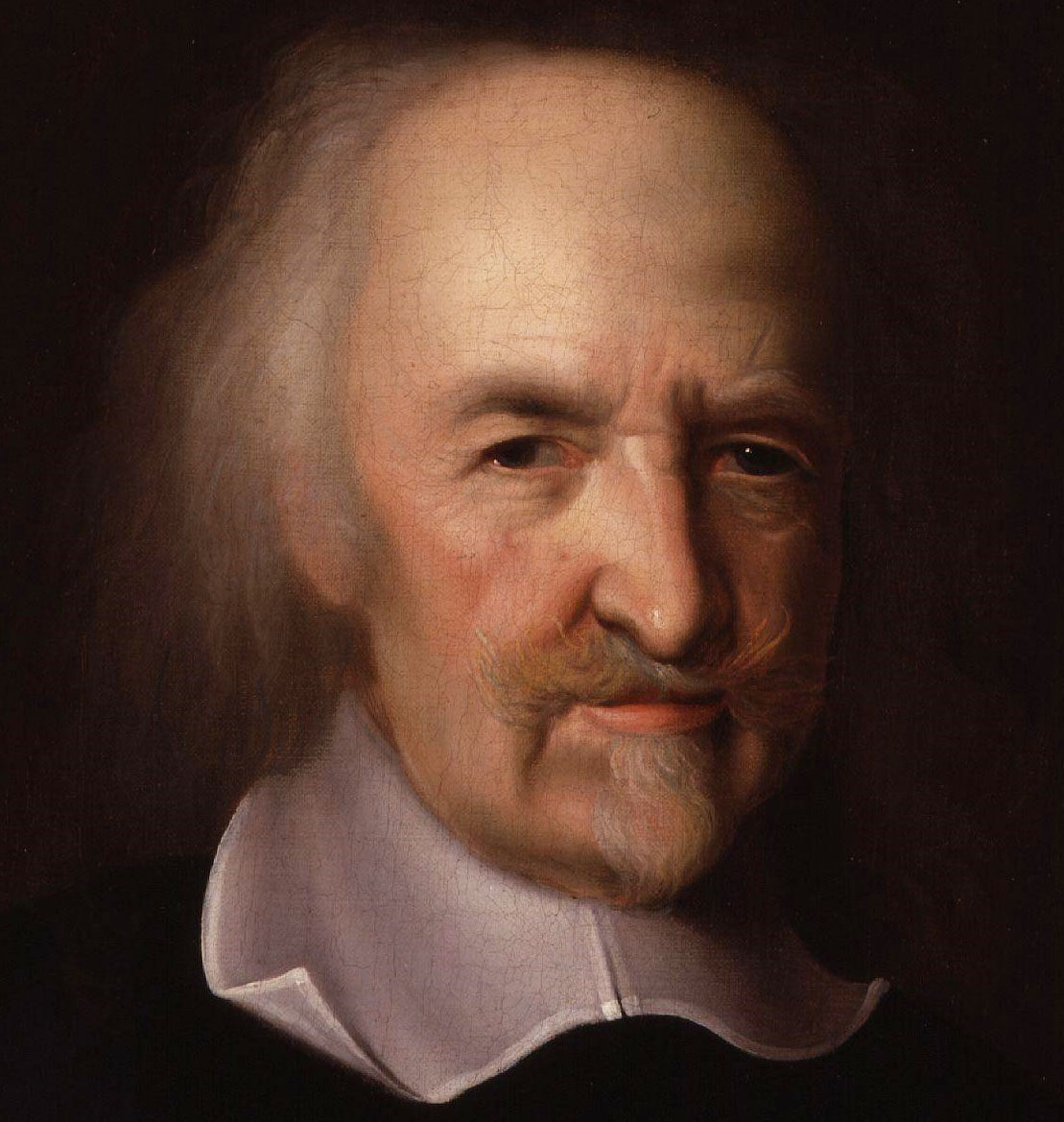
Thomas Hobbes
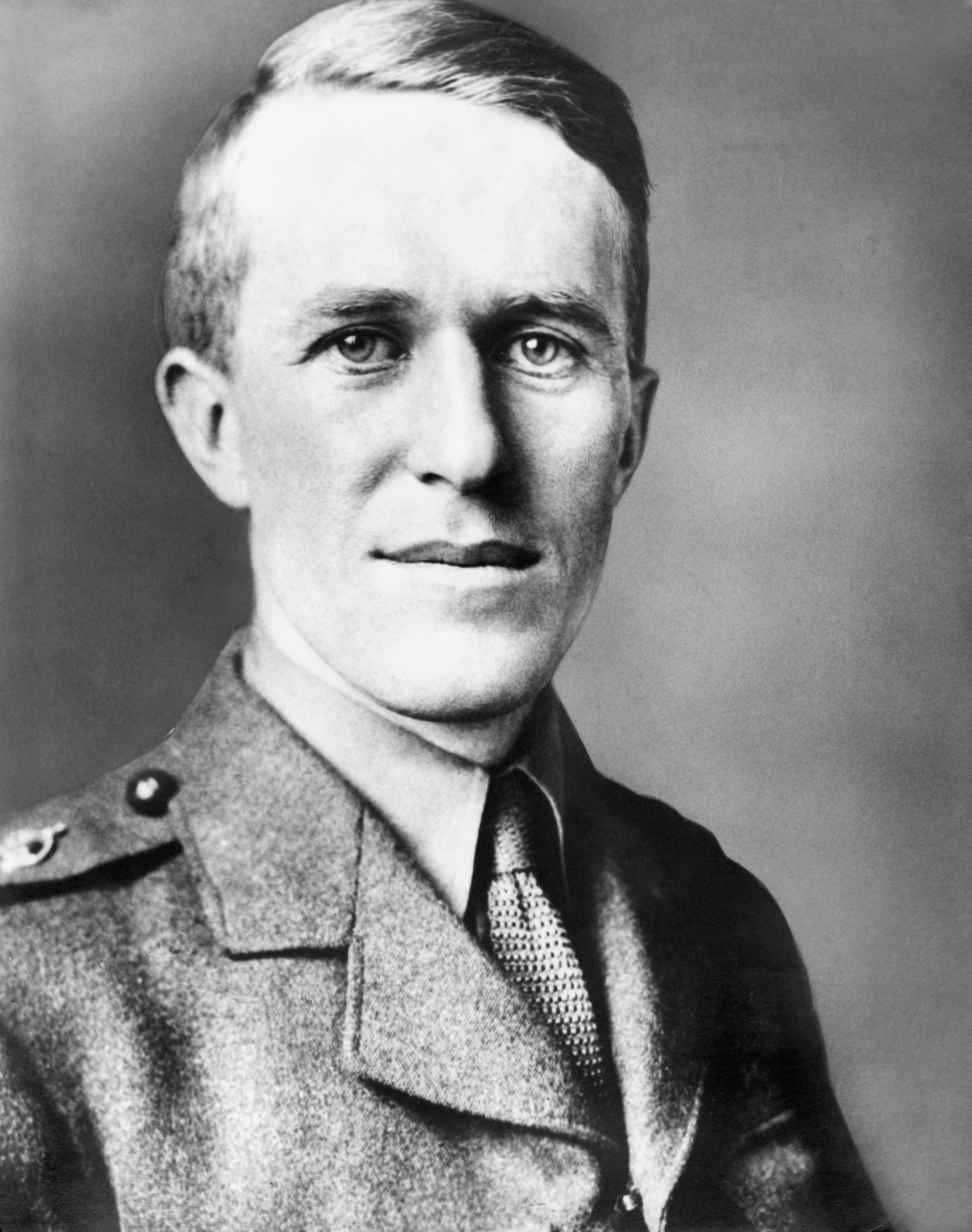
T.E. Lawrence
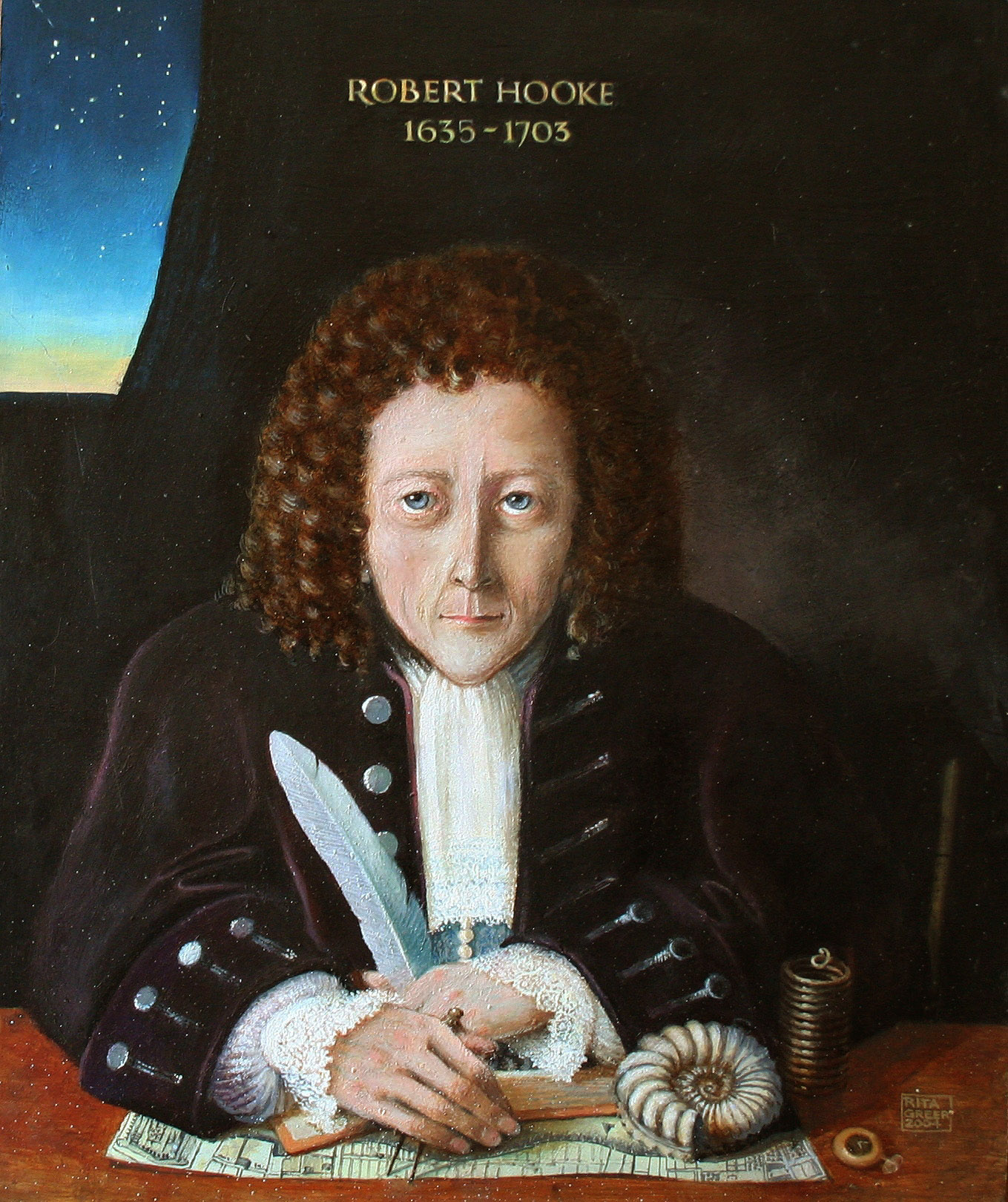
Robert Hooke
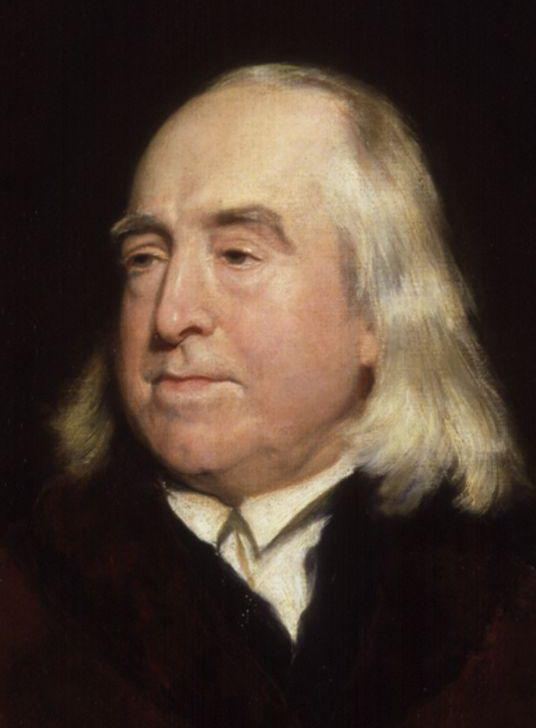
Jeremy Bentham
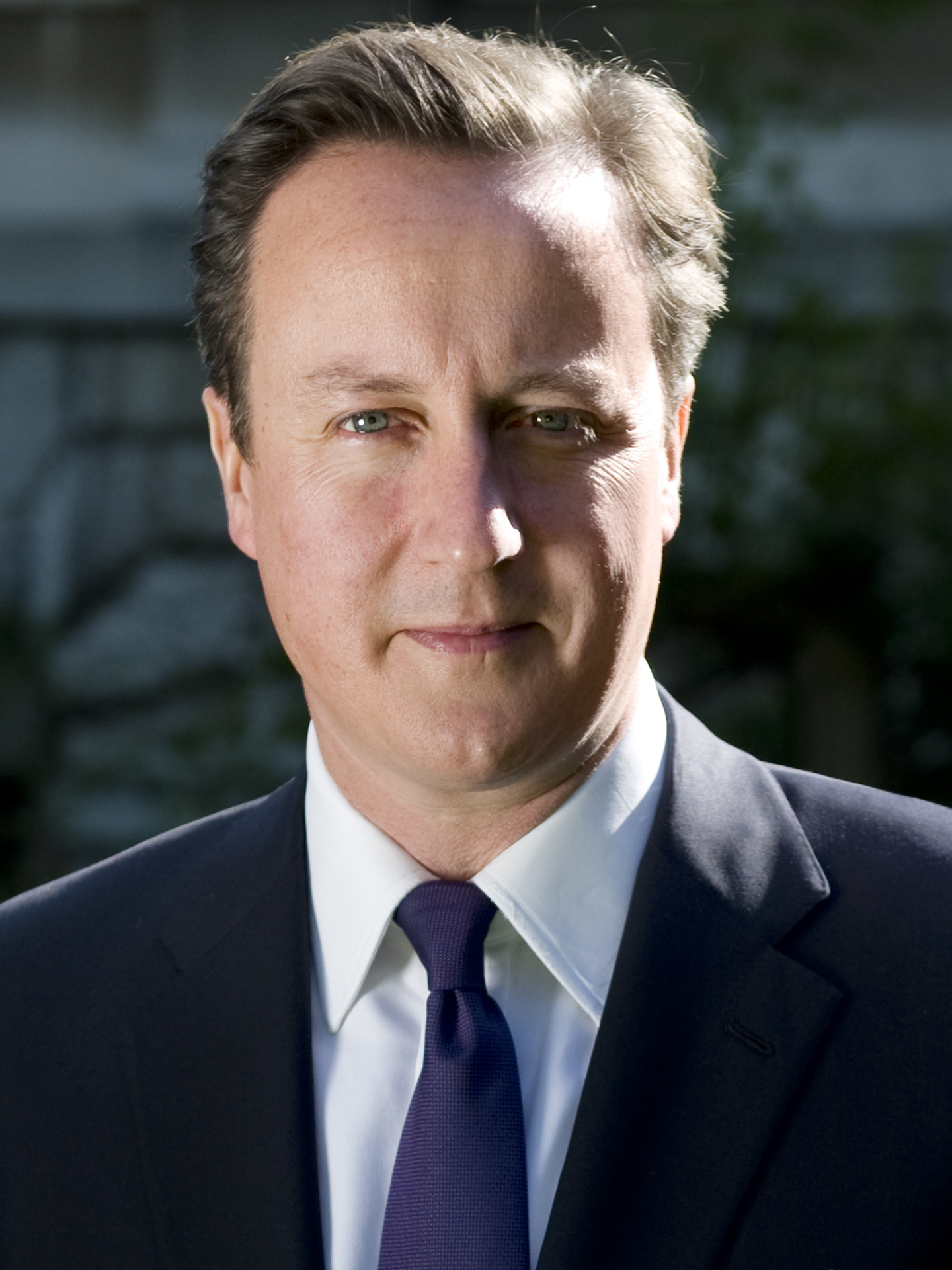
David Cameron
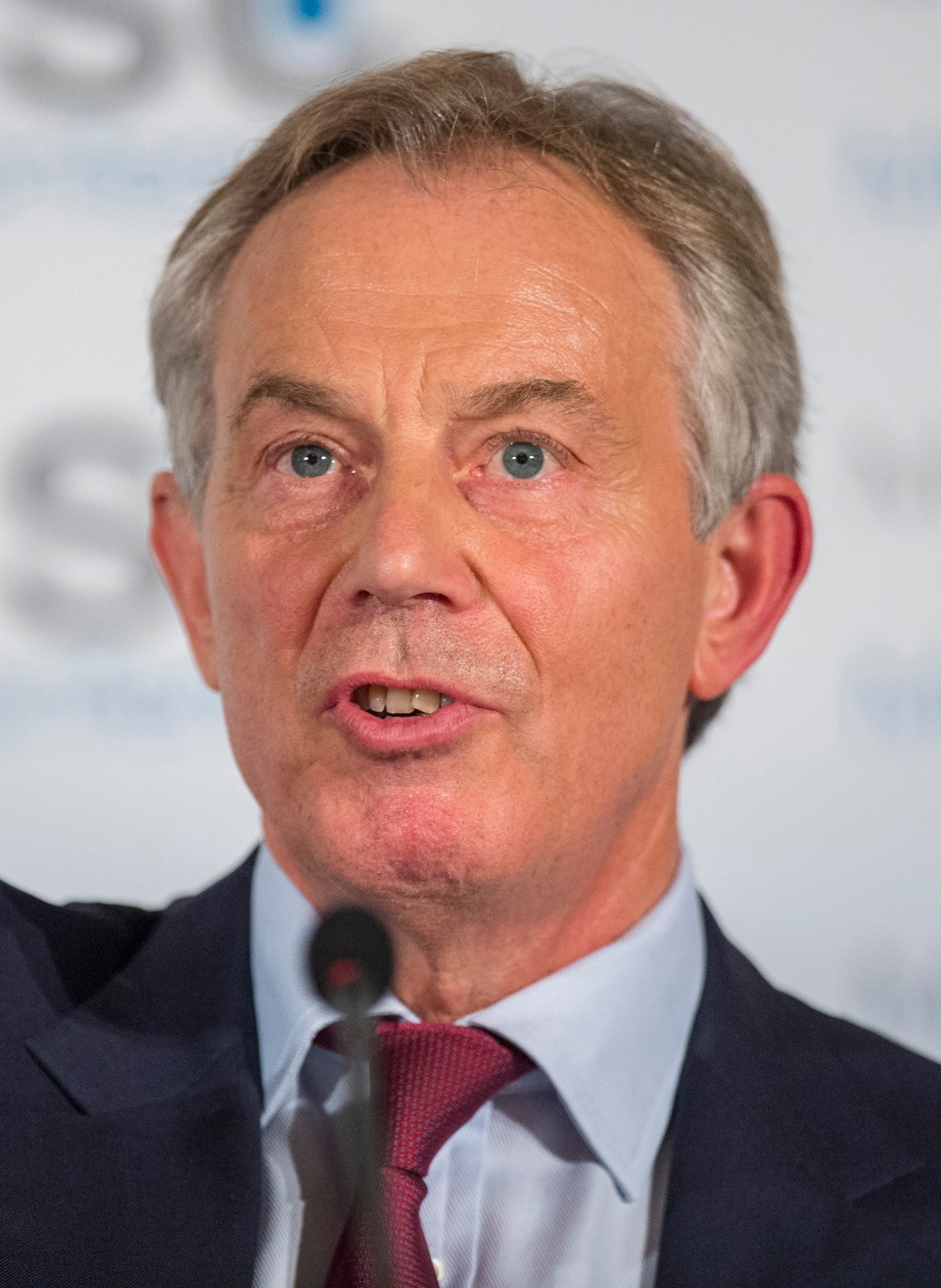
Tony Blair
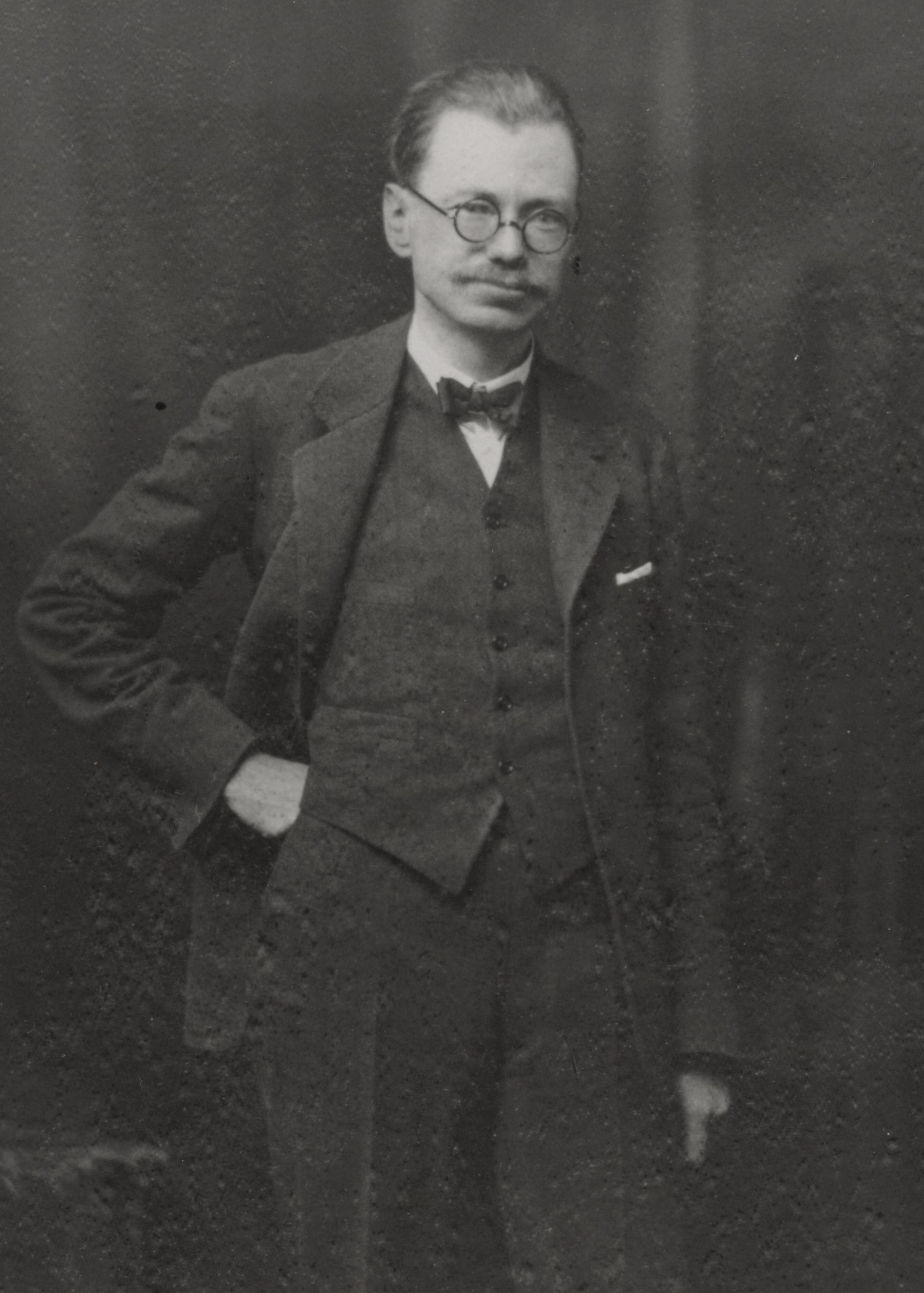
Vere Gordon Childe
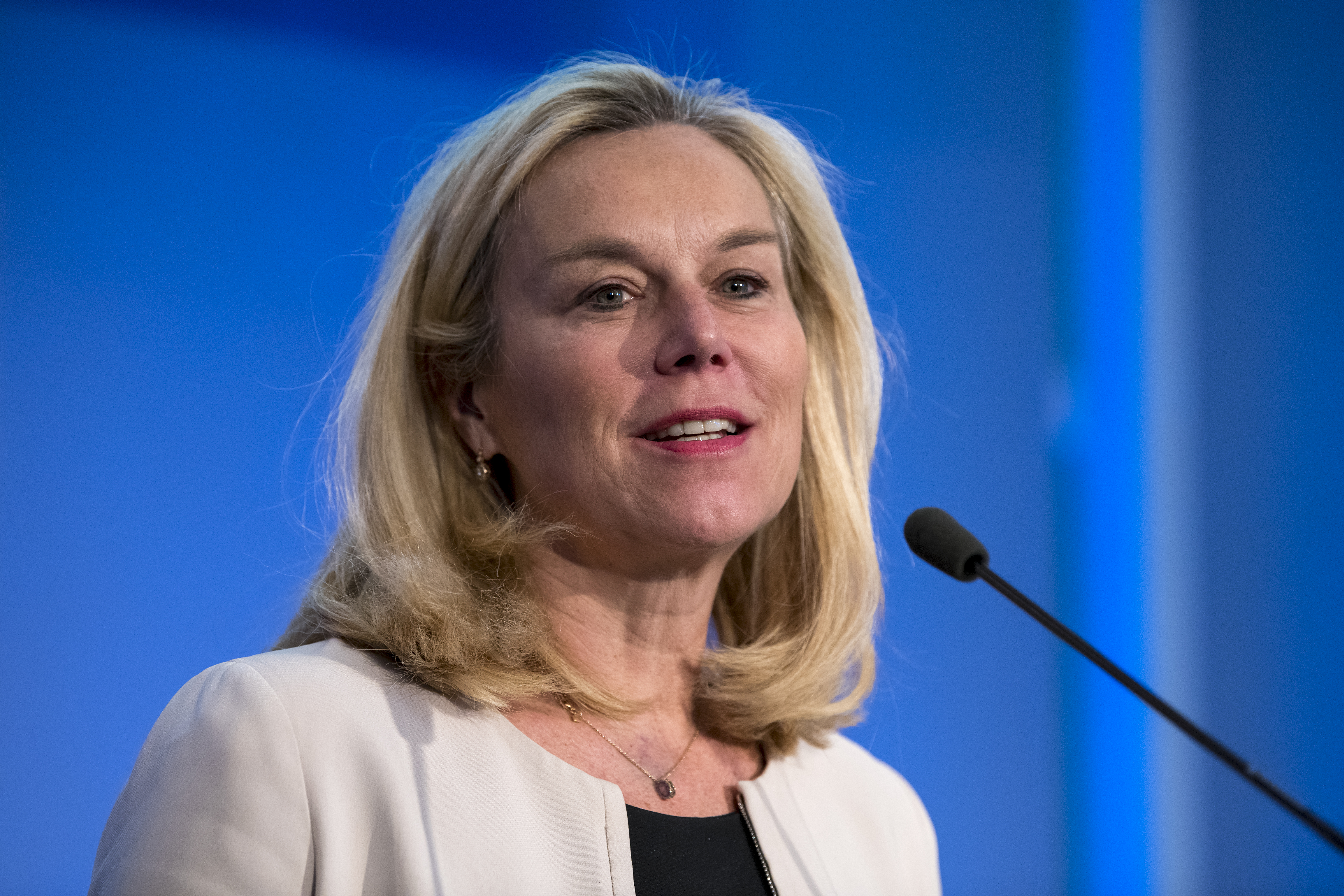
Sigrid Kaag
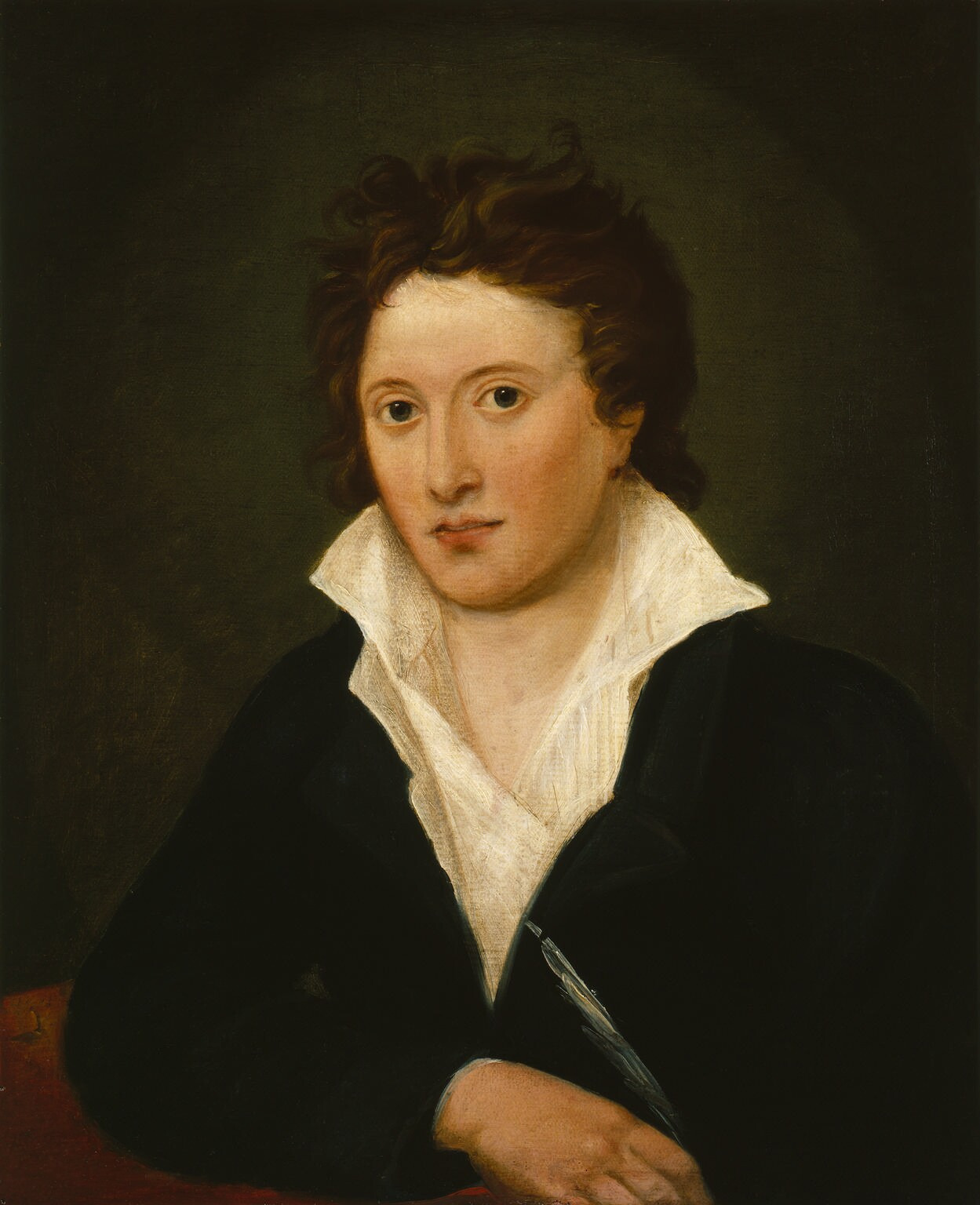
Percy Bysshe Shelley

## In populaire cultuur
De universiteit en haar gebouwen zijn de setting of het onderwerp geweest in veel films (o.a. Harry Potter, Young Sherlock Holmes, Iris, An Education, The Golden Compass, X-Men: First Class, The Favourite, The Riot Club, Mary Queen of Scots, Saltburn), series (o.a. Lost, The X-Files, Yes, Minister, Inspector Morse, Law & Order: Criminal Intent) en boeken (o.a Gaudy Night, Alice in Wonderland, De grote Gatsby, Brideshead Revisited en Het gouden kompas). Ook zouden o.a. Kapitein Haak, Jay Gatsby, Professor X, Gwen Stacy en Lord Peter Wimsey hier hebben gestudeerd. In de 14e-eeuwse The Canterbury Tales wordt er voor het eerst in fictie naar de universiteit verwezen door Geoffrey Chaucer.

## Galerij

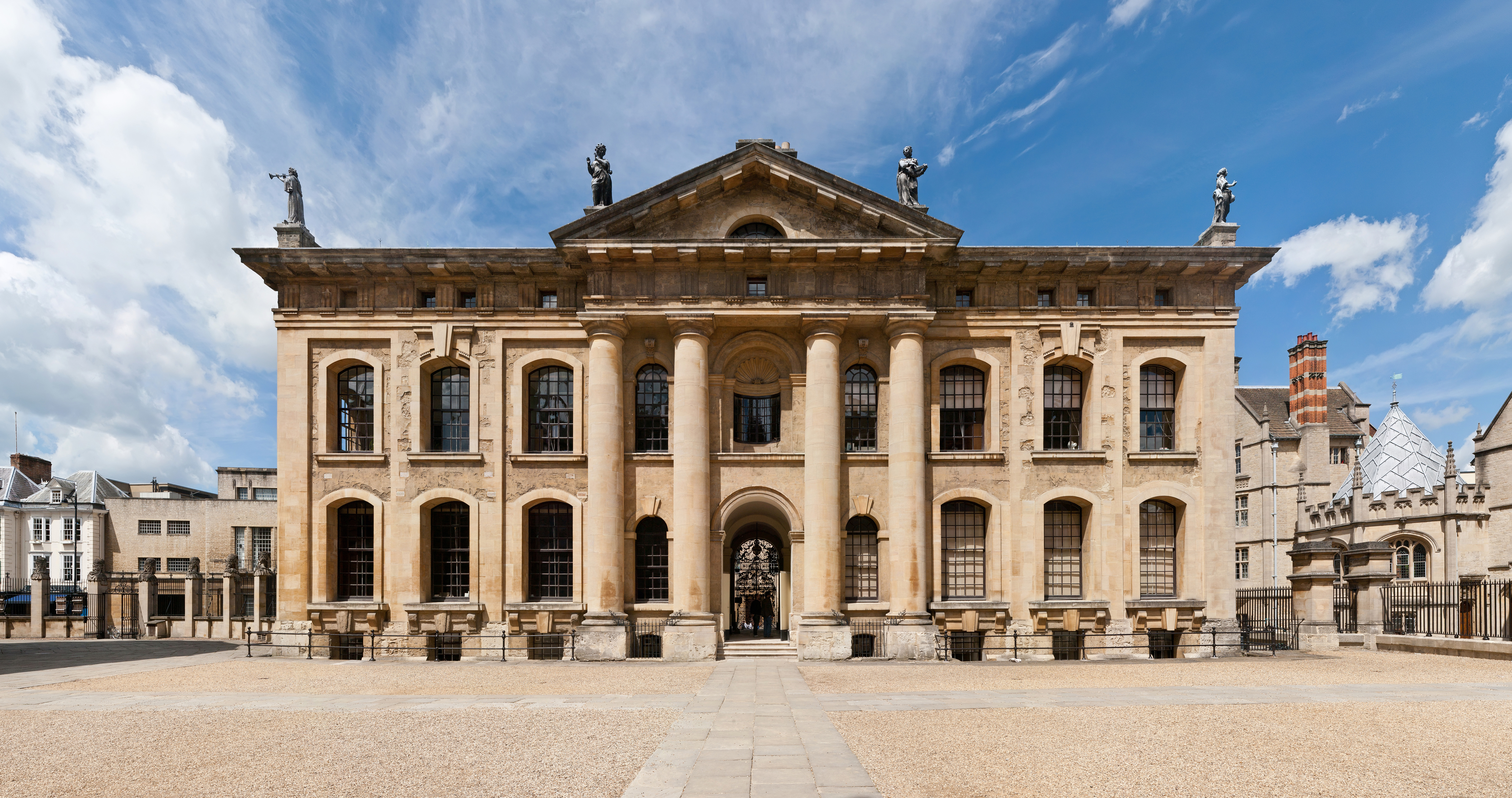
Clarendon Building (Bodleian Library)
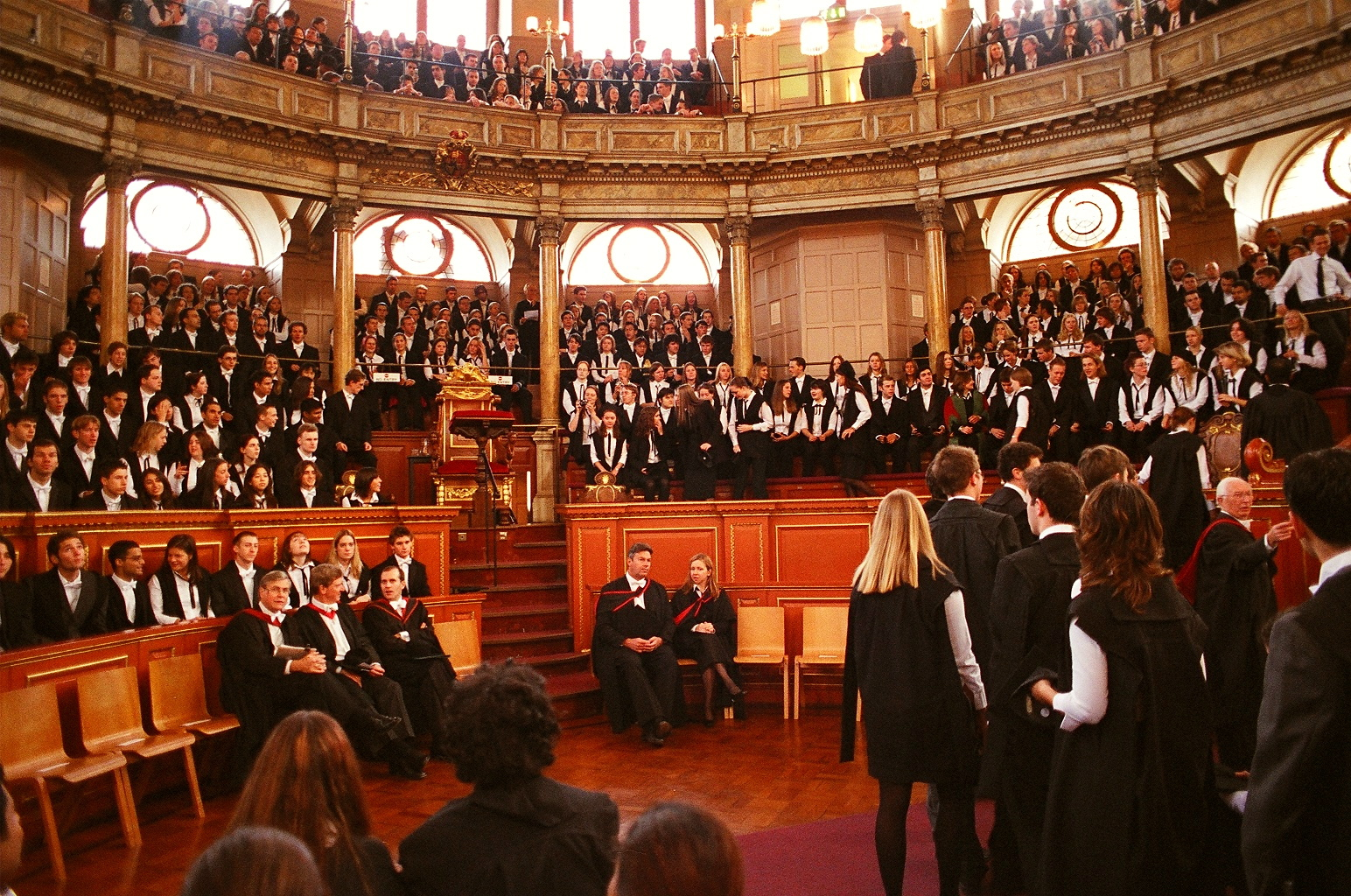
Inauguratie (matriculation) van studenten in de Sheldonian Theatre
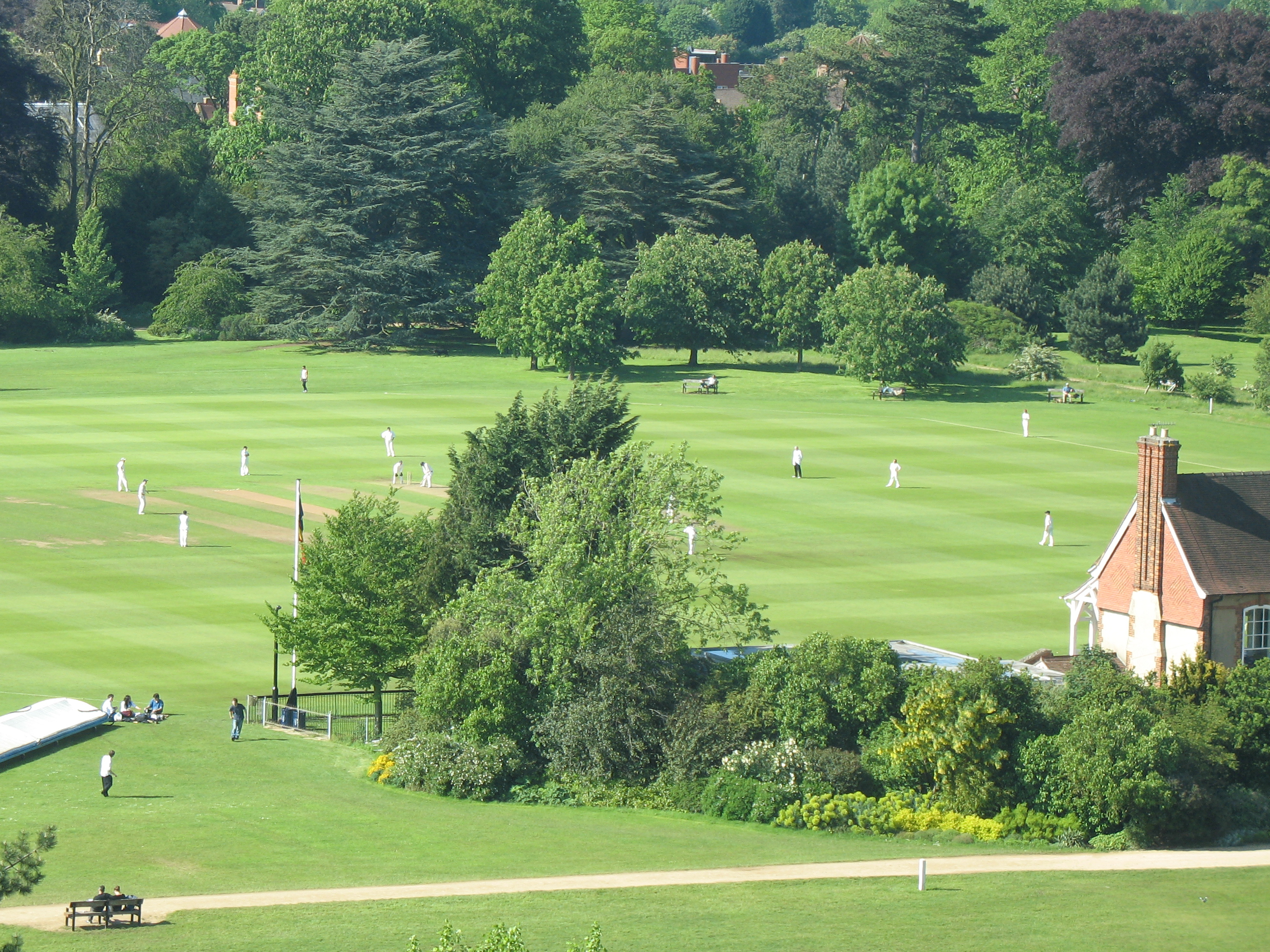
Cricketveld in de University Parks
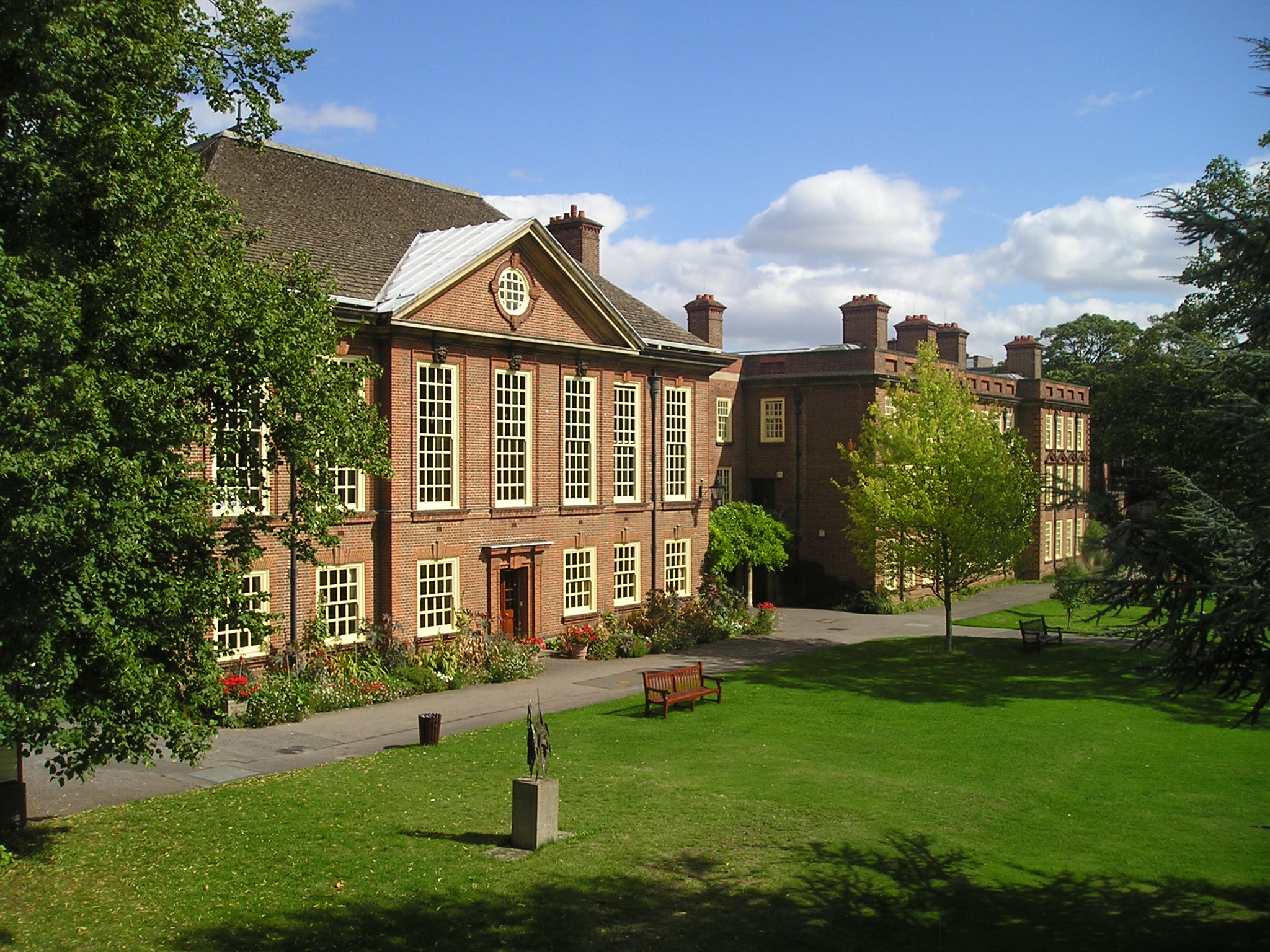
Somerville College
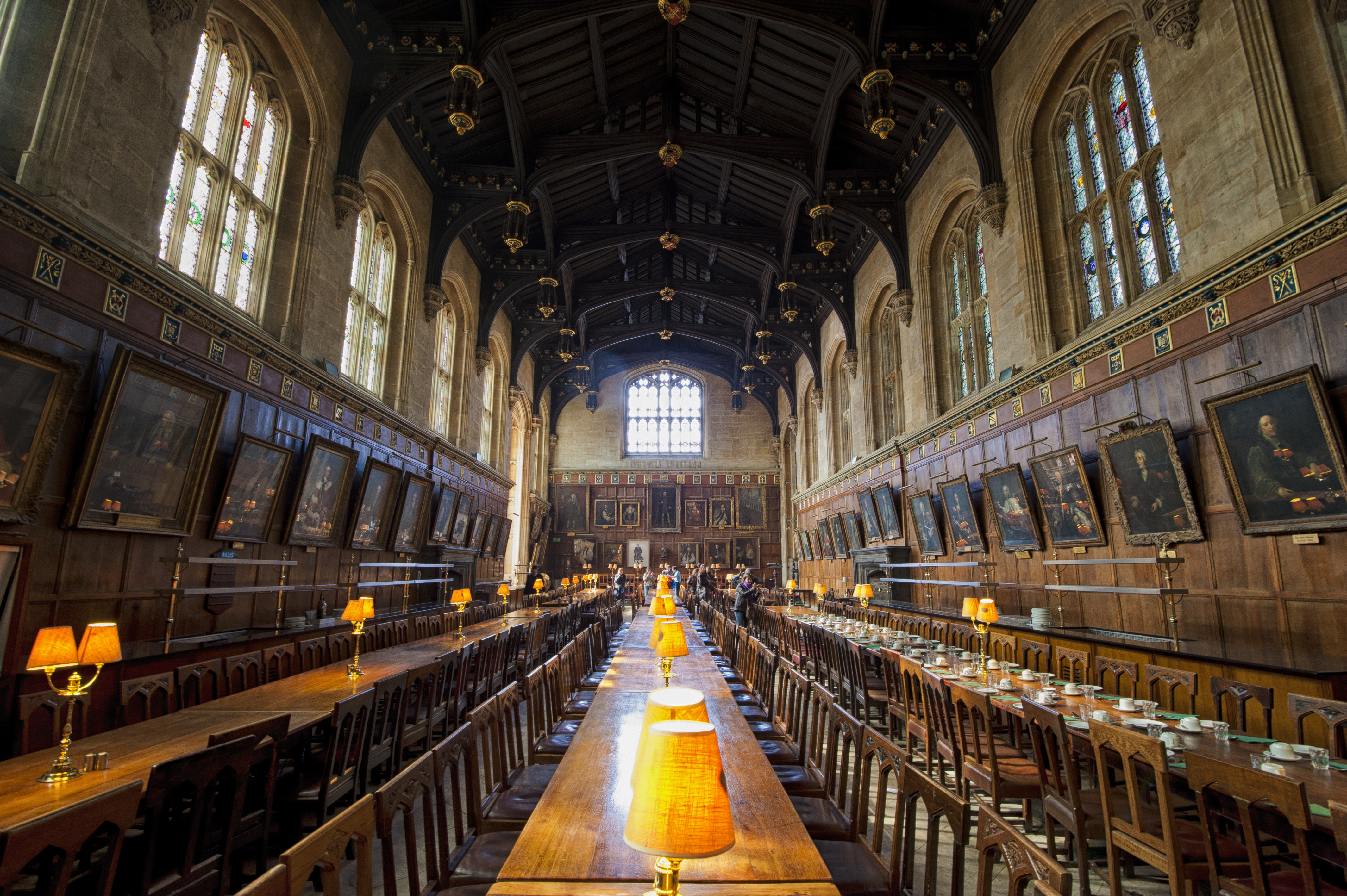
"Harry Potter-eetzaal" (Christ Church)
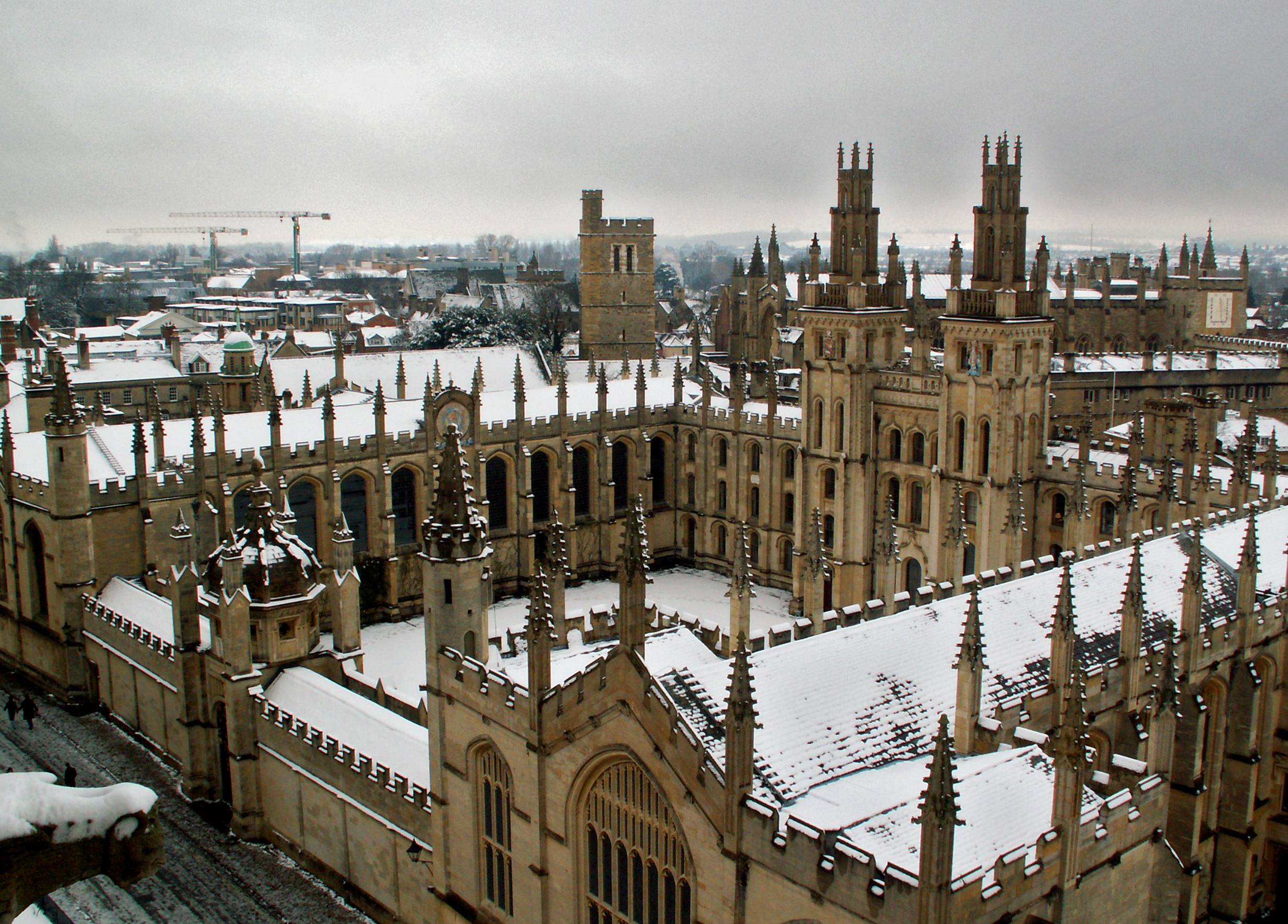
All Souls College
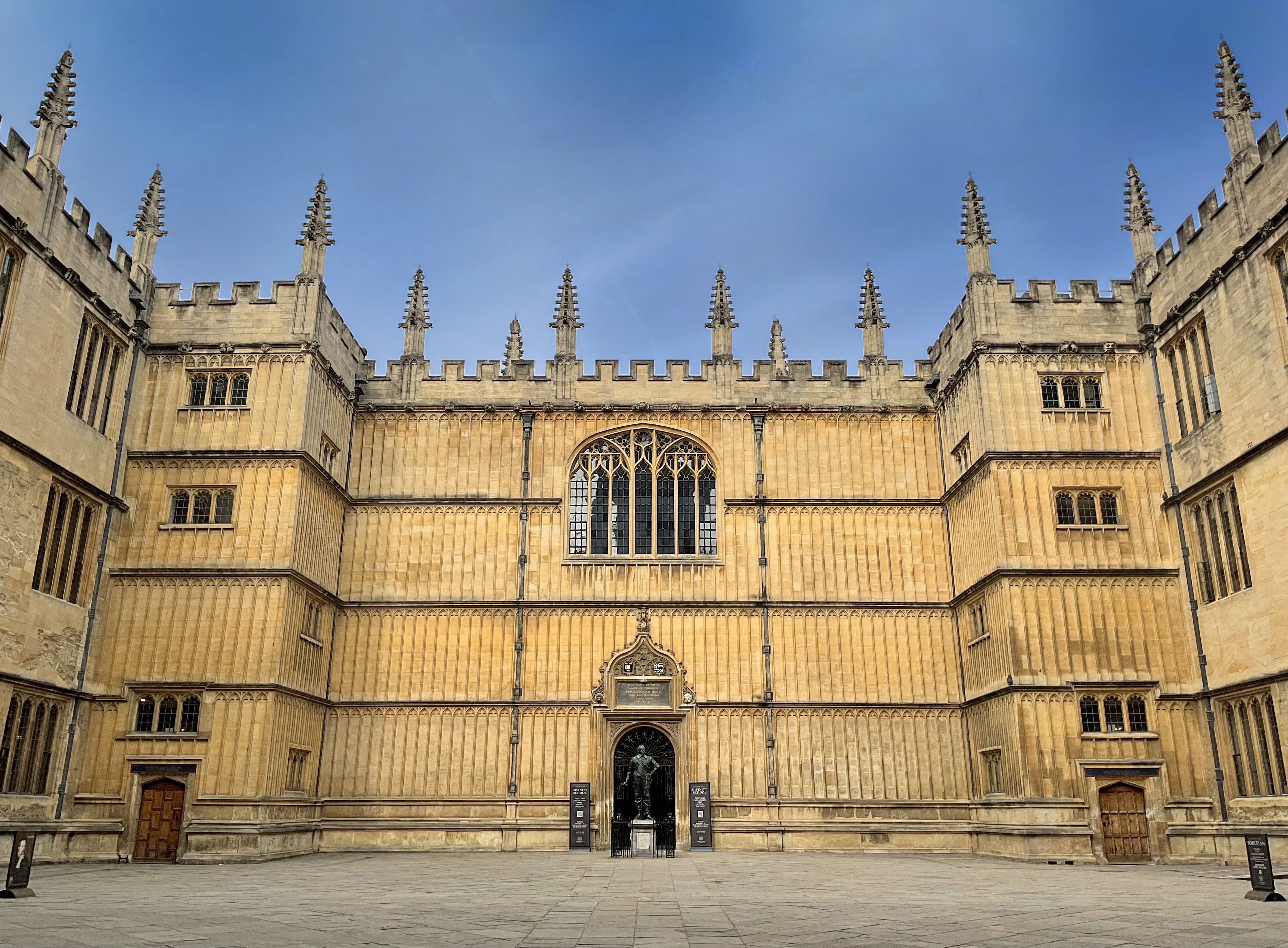
Bodleian Library